# الخط الزمني للحرب الأهلية السورية (مايو–أغسطس 2012)
هذه المقالة تحتوى على التسلسل الزمني لأحداث الحرب الأهلية السورية في الفترة من 1 أيار / مايو إلى 31 آب / أغسطس 2012. وتأتي معظم أعداد القتلى المبلغ عنها كل يوم من لجان التنسيق المحلية وهي مجموعة ناشطة من المعارضة في سوريا، والمرصد السوري لحقوق الإنسان وهي مجموعة معارضة أخرى مقرها في لندن.

## التسلسل الزمنى

### أيار / مايو 2012

#### 1 أيار / مايو
أبلغت لجان التنسيق المحلية في سوريا عن مقتل 45 شخصا، بينهم 18 في مجزرة في محافظة إدلب.
قال هيرفي لادسو وكيل الأمين العام للأمم المتحدة لعمليات حفظ السلام، إن الجانبين انتهكا اتفاق 12 نيسان / أبريل لوقف إطلاق النار.

#### 2 أيار / مايو
أفاد المرصد السوري لحقوق الإنسان في المملكة المتحدة ان 15 جنديا سوريا بينهم اثنان برتبة عقيد قد قتلوا في كمين نصبه المتمردون في محافظة حلب الشمالية. كما قتل مقاتلان متمردان.
ذكرت منظمة هيومن رايتس ووتش في نيويورك أن القوات الحكومية قتلت ما لا يقل عن 95 مدنيا وهدمت مئات المنازل في هجوم استمر أسبوعين في إدلب خلال مفاوضات وقف إطلاق النار. وقد وثق التقرير عشرات عمليات الإعدام خارج نطاق القضاء، وقتل المدنيين، وتدمير الممتلكات المدنية التي تعتبر جرائم حرب، فضلا عن الاعتقال التعسفي والتعذيب من قبل الحكومة السورية.
قتل 30 شخصا في جميع أنحاء سوريا وفقا للجان التنسيق المحلية.

#### 3 أيار / مايو
أبلغ عن مقتل 25 شخصا على يد قوات الأمن السورية بينهم 4 طلاب على الأقل من جامعة حلب. وكان نحو 1500 طالب يحتجون في مهاجع طلابية بجوار الحرم الجامعي الرئيسي لجامعة حلب عندما هاجمتهم قوات الأمن والشبيحة واطلقوا الغاز المسيل للدموع والذخيرة الحية لتفريق المتظاهرين الطلاب. وأفيد بأن 200 طالب قد احتجزوا، وأعلنت الجامعة وقف جميع الصفوف نتيجة للهجوم على الحرم الجامعي.
قال السكرتير الصحفي للبيت الأبيض، جاي كارني، إن الوقت قد حان لكي يعترف العالم بوقف إطلاق النار في سوريا، وأن يحاول اتخاذ نهجا جديدا لوقف العنف.

#### 4 أيار / مايو
خرج المتظاهرون المناهضون للحكومة إلى الشوارع بعد صلاة الجمعة حيث وقعت أكبر مظاهرات في محافظات حلب ودمشق وإدلب ودارا وحمص وحماة. قتلت القوات السورية 12 شخصا على الأقل عندما أطلقوا النار على المتظاهرين في دمشق وحلب. وأفادت لجان التنسيق المحلية أن 37 شخصا قتلوا في جميع أنحاء سوريا من قبل الجيش السوري.
أفادت مستشارة الأزمات في منظمة العفو الدولية دوناتيلا روفيرا التي عادت من زيارة إلى إدلب بأن القوات السورية كانت تعدم عشرات في من يشتبه في أنهم متعاطفون مع المعارضة في إدلب.
قال أحمد فوزي المتحدث باسم كوفي عنان للصحفيين في جنيف إن «خطة السلام تسير على الطريق الصحيح». ويقول مسؤولون أمريكيون إن الخطة تفشل أساسا بسبب انتهاكات الحكومة السورية.

#### 5 أيار / مايو
أفاد المرصد السوري لحقوق الإنسان أن خمسة أشخاص على الأقل قتلوا في انفجار قنبلة في غسيل السيارات في حي السكري في حلب. وأعلن أحد أعضاء الجيش السوري الحر مسؤوليته عن الهجوم، قائلا إن غسيل السيارات كان يستخدمه أفراد ميليشيا موالية للأسد.
وذكرت رويترز أن الجيش السوري لم يسحب دبابات في دوما تمشيا مع اتفاق الهدنة في 12 أبريل.
قتل 25 شخصا في جميع أنحاء سوريا، وفقا للجان التنسيق المحلية.

#### 6 أيار / مايو
قالت وكالة الانباء الكويتية (كونا) ان تسعة مدنيين بينهم امرأة وطفل قتلوا على يد قوات الحكومة السورية. وفي حوادث أخرى وقعت على الصعيد الوطني عشرات القتلى بينما أطلقت القوات الحكومية النار عشوائيا على المتظاهرين. وأفادت لجان التنسيق المحلية في سوريا أن 20 شخصا قتلوا على يد الجيش السوري، بينهم 8 جثث عثر عليها في مقبرة جماعية في إدلب وجندي منشق.

#### 7 أيار / مايو
أبلغت لجان التنسيق المحلية عن مقتل 35 شخصا، بما في ذلك اكتشاف مقبرة جماعية في إدلب.

#### 8 أيار / مايو
أبلغت لجان التنسيق المحلية عن مقتل 36 شخصا.

#### 9 أيار / مايو
ذكرت لجان التنسيق المحلية ان 20 شخصا قتلوا. قتل العديد من الجنود السوريين في كمين نصبه الجيش السوري الحر أيضا.

#### 10 أيار / مايو
قتل ما لا يقل عن 55 شخصا وأصيب نحو 372 شخصا بجروح في انفجار سيارتين مفخختين في دمشق. نفت جماعات المعارضة مسؤوليتها بينما اتهم هيثم مالح، أحد كبار الشخصيات المعارضة، الحكومة. وركز اهتمام وسائل الإعلام على جبهة النصرة، وهي جماعة جهادية معروفة قليلا كانت قد أعلنت سابقا مسؤوليتها عن التفجيرات في دمشق وحلب. وكان الجنرال روبرت مود، رئيس هيئة الأمم المتحدة لمراقبة الهدنة، قد أعرب في وقت سابق من الأسبوع عن قلقه من أن سوريا تسرع في دوامة العنف الطائفي التي لا يمكن السيطرة عليها، وفي أعقاب التفجيرات الأخيرة حثت الجناة على الامتناع عن العنف، والسماح لعملية السلام بالمضي قدما.
ندد مجلس الأمن الدولى بهذه الهجمات وحث جميع الاطراف على «التنفيذ الفورى والشامل» لتنفيذ خطة السلام المكونة من ست نقاط لمبعوث الامم المتحدة للجامعة العربية كوفي انان. ودعا وزير الخارجية الروسي سيرغي لافروف التفجيرات عمل «الغرباء»، زاعمين أن دولا أجنبية غير محددة شاركت اللوم. ردت لجنة التنسيق القانونية بتأكيدها أن الحكومة السورية قد دبرت وتدبر التفجيرات لتعزيز الموقف الروسي. قالت سفيرة الولايات المتحدة لدى الامم المتحدة سوزان رايس انه من السابق لاوانه اعتبار خطة السلام فاشلة. وأكدت أن الولايات المتحدة تقدم الدعم اللوجستي والاتصالات للمعارضة السورية، لكنها أبعدت عن توفير الأسلحة.
في مكان آخر أفادت لجان التنسيق المحلية أن 37 شخصا قتلوا من بينهم 10 في حمص.

#### 11 أيار / مايو
وقد خرج المتظاهرون المناهضون للحكومة إلى الشوارع بعد صلاة الجمعة، حيث وقعت أكبر مظاهرات في محافظات حلب ودمشق وإدلب ودارا وحمص وحماة. قتلت القوات السورية ما لا يقل عن 14 شخصا في منتصف اليوم عندما أطلقت النار على المتظاهرين في دمشق وحلب.
زعم أن جبهة النصرة أعلنت مسؤوليتها عن تفجيرين يوم الخميس في دمشق في شريط فيديو نشر على الإنترنت. غير أن جبهة النصرة نفت مسؤوليتها قائلة إن الفيديو كان مزيفا وأن أية معلومات تتعلق بعملياتها ستعلن عن طريق المنتديات الجهادية. ونفى النصرة مسؤوليتها عن الهجوم.
أطلق سراح صحفيين تركيين اعتقلا في آذار / مارس عقب وساطة إيرانية.

#### 12 أيار / مايو
أفادت لجان التنسيق المحلية أن 20 شخصا قتلوا في منتصف اليوم.

#### 13 أيار / مايو
أبلغت لجان التنسيق المحلية عن مقتل 30 شخصا.

#### 14 أيار / مايو
أفادت لجان التنسيق المحلية أن 22 شخصا على الأقل قتلوا.
قتل 23 جنديا على أيدي الجيش السوري الحر عندما حاول الجيش السوري الاعتداء على الرستن بمحافظة حمص. كما بدأ الجيش السوري قصف مدفعي كثيف على الرستن.

#### 15 أيار / مايو
لقى ما لا يقل عن 21 شخصا مصرعهم عندما فتحت قوات الأمن السورية النار على جنازة في وسط خان شيخون خلال زيارة مراقب الامم المتحدة للبلدة. وقال متحدث باسم المجلس العسكري للمتمردين ان أكثر من 50 شخصا قتلوا. وخلال هذا الهجوم، تعرضت سيارات تابعة لفريق الامم المتحدة للضرب والتلف ولم يصب اى من المراقبين. وقال أحد المراقبين وعضو في الجيش السوري الحر إن فريقا مكونا من سبعة مراقبين كان مع مقاتلين تابعين للجيش السوري الحر، في انتظار سيارة بيك آب.
أفادت لجان التنسيق المحلية أن 63 شخصا على الأقل قتلوا، بينهم 33 في إدلب.

#### 16 أيار / مايو
قتل ما لا يقل عن 40 شخصا من بينهم 21 شخصا أعدموا بإجراءات موجزة في حي شماس في حمص.
قال منتج تلفزيوني سابق لرويترز إن العديد من «اعترافات» الإرهابيين المزعومين التي تبثها القناة هي وهمية. واعربت عن اسفها ازاء ما وصفته بانه حملة من المعلومات الخاطئة وقال «ان بعض الرجال مجرد شخص طبيعى اعتقلوا في مظاهرات مناهضة للحكومة بينما كان آخرون لصوص ومجرمين يقتربون من نهاية مدة عقوبتهم»، «قيل لهم إنهم سيطلق سراحهم إذا اعترفوا بالجرائم التي ارتكبت».

#### 17 أيار / مايو
قتل 34 شخصا. وهاجم الجيش السوري الرستان بنيران المدفعية.

#### 18 أيار / مايو
خرج المتظاهرون إلى الشوارع للاحتجاجات الأسبوعية يوم الجمعة، وهذه المرة مع أكبر احتجاجات في أي وقت واحد في حلب. وشهدت أحياء صلاح الدين وشكور عشرات الآلاف، كما احتج عشرات الآلاف على منطقة حلب الأخرى. كما شهدت دمشق وريفها ومحافظتي إدلب ودرعا وحمص وحماة واللاذقية ودير الزور احتجاجات كبيرة. وقتل المتظاهرون وقتلوا في جميع أنحاء البلاد، بما في ذلك في منطقة تندمون بوسط دمشق. قتل ما لا يقل عن 33 شخصا على يد قوات الأمن في منتصف اليوم.

#### 19 أيار / مايو
انفجار سيارة مفخخة في مجمع استخباراتي في مدينة دير الزور أسفر عن مقتل 9 من أفراد قوات الأمن وإصابة 100 بجروح.
أبلغت لجان التنسيق المحلية عن مقتل 26 شخصا.

#### 20 أيار / مايو
في الصباح الباكر جدا شن الجيش السوري الحر هجمات واسعة النطاق ضد الحكومة السورية في وسط دمشق. وقد اندلعت أحياء كفر سوسه، والمزة، ومالكي، وروك عدن بإطلاق نار مكثف. بدأت قوات الأمن إغلاق الساحة الأموية وميدان أبسيرين، وأوقفت مستشفى الشامي بوسط دمشق. أعلن مجلس دمشق في الجيش السوري الحر أن أحد عناصره من كتيبة الصحابة التابعة للجيش السوري الحر نجح في تسميم الأعضاء الثمانية في خلية الأزمات بشار الأسد، وهي مجموعة من كبار المسؤولين العسكريين الذين يديرون حاليا العمليات اليومية للجيش السوري. ويضم أعضاء خلية الأزمات وزير الداخلية والدفاع، فضلا عن آصف شوكت. وقال مجلس دمشق التابع للجيش السوري الحر إن ما لا يقل عن ستة من أصل ثمانية قتلوا. ومن جهته نفى وزير الداخلية محمد شعار وقوع الاغتيالات هاتفيا واصفا اياه بانه «لا اساس له من الصحة». ونفى أيضا إطلاق النار في دمشق التي أكدها جميع الشهود.
أوضحت الهيئة ان الجيش السوري الحر اغتيل اديب حب الرمان رئيس فرع حزب البعث في جيش ادلب. كما أحاطت لجان التنسيق المحلية السورية لحقوق الإنسان علما بتزايد الاغتيالات السياسية والعسكرية من قبل الجيش السوري الحر في الأسابيع الأخيرة.
قتل ما لا يقل عن 28 شخصا في منتصف اليوم في سوريا، وخاصة في محافظة حماة. سوران، حماة، ودوما، دمشق، تعرضت لقصف مدفعي مكثف من قبل الجيش السوري. وبحلول نهاية اليوم قتل أكثر من 60 شخصا في جميع أنحاء البلاد.

#### 21 أيار / مايو
قتل 5 مدنيين و 11 متمردا و 22 جنديا في منتصف اليوم. ووقع الكثير من القتلى في الجيش عندما حاول الجيش السوري اقتحام عطرب في حلب. وأفادت لجان التنسيق المحلية أن 33 شخصا قتلوا بنهاية اليوم. وفقا للمرصد السوري لحقوق الإنسان نقتل 31 جنديا بحلول نهاية اليوم.

#### 22 أيار / مايو
انفجار عبوة ناسفة في حي القابون في دمشق، مما أسفر عن مقتل ما لا يقل عن خمسة أشخاص.
أفادت لجان التنسيق المحلية أن 25 شخصا على الأقل قتلوا.

#### 23 أيار / مايو
قتل 23 شخصا بينهم 6 في حمص.

#### 24 أيار / مايو
قتل 40 شخصا وأفادت التقارير أن 203 من الجنود قد انشقوا إلى المعارضة، بمن فيهم 3 ضباط. وقال مسؤول في الجيش السوري الحر إن الجيش السوري الحر موجود الآن في جميع المحافظات والمناطق في سوريا. وألقى العميد في الجيش السوري الذي انشق إلى الجيش السوري الحر خطابا قال فيه إن هناك حاجة إلى منطقة آمنة أو تدخل دولي مثل الضربات الجوية لوقف ما أسماه الإبادة الجماعية التي ارتكبها الجيش السوري في سوريا.

#### 25 أيار / مايو
خرج المتظاهرون إلى الشوارع للاحتجاجات الأسبوعية يوم الجمعة، وتجمعوا في حلب ودمشق وضواحيها، حمص، حماة، القامشلي، ودرعا، وإدلب، ودير الزور. احتج عشرات الآلاف في وسط حلب، والتي ردت عليها قوات الأمن بالنيران الحية، مما أسفر عن مقتل عدة أشخاص.
أكد اللواء روبرت مود رئيس هيئة الأمم المتحدة لمراقبة الهدنة في فلسطين، ادعاءات جماعات المعارضة بأن ما لا يقل عن 90 مدنيا قتلوا، من بينهم 32 طفلا في الحولة بمحافظة حمص. وأعلن الجنرال مود ان عمليات القتل «عشوائية وغير متوقعة» دون ان يوضح كيف حدث ذلك، لكنه قال ان أعمال العنف بدأت مساء امس باستخدام «الدبابات والمدفعية والقنابل الصاروخية والرشاشات الثقيلة»، مما يشير إلى هجوم شنته القوات الحكومية لأن الجيش الحر لا يمتلك أسلحة ثقيلة. وزعمت وكالة الأنباء الرسمية للحكومة السورية أن «تنظيم القاعدة الإرهابي» كان مسؤولا عن عمليات القتل بينما زعمت جماعات المعارضة أن الميليشيات السورية المرتبطة بالحكومة والمعروفة باسم الشبيحة هي الجناة. ووصل ععد القتلى في ذلك اليوم إلى أكثر من 110 أشخاص، نصفهم من الأطفال. وزعمت وسائل الإعلام الحكومية أن 17 شخصا قتلوا. كما قتل 43 شخصا آخرين وفقا للجنة التنسيق القانونية.
في اليوم نفسه حمل الأمين العام للأمم المتحدة بان كي مون الحكومة السورية على «المستويات غير المقبولة من العنف والإساءات» التي تحدث كل يوم في سوريا. واشار بان إلى استمرار الحكومة في استخدام الاسلحة الثقيلة، وتقارير عن القصف و «تعزيز الحملة الامنية من جانب السلطات التي ادت إلى انتهاكات جسيمة لحقوق الإنسان من قبل القوات الحكومية والميليشيات الموالية للحكومة». وقال إنه لم يكن هناك سوى «تقدم صغير» في تنفيذ خطة الأمم المتحدة للسلام.

#### 26 أيار / مايو
دعا وزير الخارجية البريطاني وليام هيغ إلى عقد جلسة عاجلة لمجلس الأمن الدولي بعد «الجريمة المروعة» التي وقعت يوم الجمعة في الحولة. وحث النظام على منح الوصول الكامل والفوري إلى الحولة لمراقبي الأمم المتحدة ووقف جميع الخيارات العسكرية، كما طالب المبعوث الخاص كوفي عنان. غير ان الجنرال مصطفى احمد الشيخ رئيس المجلس العسكري للجيش السوري الحر الذي يتخذ من تركيا مقرا له قال ان معارضي النظام فقدوا كل الثقة في مجلس الأمن الدولي الذي تعتبر دمشق روسيا مؤيدا قويا له.
قتل 65 شخصا في جميع أنحاء البلاد بينهم 25 في حمص.

#### 27 أيار / مايو
شارك الجيش السوري بقصف مدفعي عنيف في حماة وريف دمشق. بدأت الاشتباكات في حماة بعد أن هاجم المتمردون نقاط التفتيش العسكرية الحكومية. ووفقا لمزاعم المعارضة، بعد أن أفادت التقارير أن الجيش قد قتل أربعة أشخاص، بدأت القوات الحكومية تقصف المناطق السكنية، مما أسفر عن مقتل 30-37 مدنيا.
أفيد بأن 51 شخصا قتلوا في نهاية اليوم وفقا للجان التنسيق المحلية.

#### 28 أيار / مايو
قتل الجيش السوري 28 شخصا بعد الظهر، بينهم 9 في حماة. وفي الوقت نفسه، بدأ الصراع في الانتقال إلى أكبر مدينتين (دمشق وحلب) ادعت الحكومة أنها تهيمن عليها الأغلبية الصامتة، التي تريد الاستقرار، وليس تغيير الحكومة. في كلتا المكانين كان هناك إحياء حركة الاحتجاج في بعدها السلمي. وأقام أصحاب المحلات في العاصمة إضرابا عاما، وفي العديد من المناطق التجارية في حلب شنت احتجاجا مماثلا ولكن أصغر. وقد فسر البعض هذا على أنه يشير إلى أن التحالف التاريخي بين الحكومة والمؤسسات التجارية في المدن الكبيرة أصبح ضعيفا.

#### 29 أيار / مايو
واكتشفت عملية إعدام جماعية أخرى بالقرب من مدينة دير الزور الشرقية. تم العثور على جثث مجهولة الهوية من 13 رجلا تم إطلاق النار عليهم بالإعدام على غرار. وأثار هذا الحادث الوعي بأن العنف في سوريا يتجه نحو حلقة مفرغة لا نهاية لها من الهجمات بين الأطراف المختلفة المعنية. ووفقا للمعارضة، فإن ال 13 شخصا الذين أطلقوا النار على نقطة فارغة، وعثر عليهم لاحقا في حقل كانوا من العاملين في شركة الكهرباء في دير الزور، الذين قاموا بالإضراب احتجاجا على المذابح التي ارتكبها النظام السوري. وقد ربطت أيديهم جميعا خلف ظهورهم وأصيبوا بالرصاص في الرأس وفقا لتقرير صادر عن الأمم المتحدة. واعتبر رئيس بعثة مراقبي الأمم المتحدة في سوريا «قلقا عميقا» من أعمال القتل التي وقعت في دير الزور ووصفها بأنها «عمل مروع ولا مبرر له». وبعد عدة أيام، تم تحديد هوية القتلى على أنهم عسكريون ومعارضة كانوا منشقين عن الجيش قتلتهم القوات الحكومية. ومع ذلك، في 5 يونيو / حزيران، أعلنت الجماعة الجهادية جبهة النصرة لحماية المشرق مسؤوليتها عن عمليات القتل، وذكرت أنها أسرت واستجوبت الجنود في دير الزور و «عادلة» معاقبتهم بالقتل، بعد اعترافهم إلى الجرائم.

#### 30 أيار / مايو
في وقت مبكر من اليوم قتل 46 شخصا، بينهم 10 في دوما بدمشق.
أعلن الجيش السوري الحر انه يمنح الرئيس بشار الاسد مهلة 48 ساعة للالتزام بخطة سلام دولية لانهاء العنف. وقالت المتحدثة باسم الجيش السوري الحر «تنتهي في الساعة 12:00 بالتوقيت المحلي ثم نكون متحررين من أي التزام وسندافع عن المسلحين وقراهم ومدنهم».
انشق قنصل سوريا العام حازم الشهابي في كاليفورنيا. وقال إن مذبحة الحولة كانت نقطة تحول ولم يعد بإمكانه دعم «النظام السوري الوحشي». في الوقت نفسه هاجمت قوات الجيش السوري بلدة تادلة والحولة في نفس موقع مذبحة الحولة قبل أيام. أعقب ذلك إطلاق النار وقصف شديد مما اضطر القرويين إلى الفرار من القصف العنيف خشية وقوع المزيد من المجازر.

#### 31 أيار / مايو
قتل 61 شخصا، بينهم 29 في حمص.
قتل قناص الجيش صبيا في الحولة حيث وقعت مذبحة الحولة. وهرب السكان خائفون من المنطقة للبلدات المجاورة وفقا للمرصد السوري لحقوق الإنسان.

### حزيران / يونيو 2012
شهدت عطلة نهاية الأسبوع الأولى من شهر يونيو وفاة 80 من أفراد الأمن في جميع أنحاء سوريا.

#### 1 حزيران / يونيو
خرج المتظاهرون إلى الشوارع للاحتجاجات الأسبوعية يوم الجمعة مع أكبر الاحتجاجات التي وقعت في حلب ودمشق وحماة وحمص وإدلب ودرعا ومحافظة دير الزور. 43 قتيلا، بينهم 13 في ريف دمشق.
قتل 13 شخصا في عملية إعدام جماعية أخرى نفذها الجيش السوري في القصير. وأفادت المعارضة أن 13 رجلا كانوا في طريقهم إلى العمل في مصنع للأسمدة المملوكة للدولة في القصير بالقرب من مدينة حمص عندما تعرضوا لإطلاق النار.
أفاد المرصد السورى لحقوق الإنسان بأن 17 من منفذي القانون قتلوا في جميع أنحاء البلاد في انفجار في إدلب، واشتبك في مواضع أخرى.
بالإضافة إلى ذلك ذكرت وكالة الأنباء السورية (سانا) أن 22 من قوات الأمن قد أحيلوا للاحتياط (بما في ذلك: الكابتن المتقاعد تغريد شاهي حمدان والملازم أول علاء فيصل جاموس والملزم الثاني عصام نبيه أبو عقل).

#### 2 حزيران / يونيو
قتل ما مجموعه 96 شخصا يوم السبت وفقا لما ذكرته الهيئة. وأفاد المرصد السوري لحقوق الإنسان أن العدد الإجمالي للخسائر بين المدنيين في ذلك اليوم كان 33. قتل اثنين من المنشقين عن الجيش في الرستن وحمص. قتل ما مجموعه 61 جنديا على مدار اليوم، في الغالب، انفجارات؛ والكمائن والاشتباكات. وذكرت قناة الجزيرة أن يوم السبت هو أسوأ يوم لقوات الأمن السورية منذ بدء الانتفاضة.
قتل 29 شخصا بينهم 12 في حمص.

#### 3 حزيران / يونيو
بحلول المساء، قتل ما لا يقل عن 42 شخصا، معظمهم في إدلب وحمص.
قال المرصد السوري لحقوق الإنسان إن ما لا يقل عن 80 جنديا سوريا قتلوا على يد الجيش السوري الحر في نهاية الأسبوع، مستشهدين بالأطباء المحليين الذين أكدوا ذلك وأسمائهم. في حين أن الجيش السوري الحر المعارض قال إنهم قتلوا أكثر من 100 جندي ودمروا بعض الدبابات في نهاية الأسبوع.

#### 4 حزيران / يونيو
قتل 42 شخصا بينهم 16 في محافظة إدلب.

#### 5 حزيران / يونيو
قتل 51 شخصا مساء بينهم 12 في الحفة، اللاذقية.

#### 6 حزيران / يونيو
تم إعدام 78 مدنيا في مجزرة قام بها الجيش السوري والشبيحة في قرية صغيرة في بلدة القصير، جزء من محافظة مرزاف بمحافظة حماة، وتم التعرف على 47 جثة حتى الآن. قتل أكثر من 140 شخصا في جميع أنحاء سوريا، بما في ذلك في مجزرة القبير ومارزاف. تقع قرية قبير مباشرة شرق أصيلة وأبو ربايس.
قتل رجل لبناني وجرح ثلاثة آخرون في تبادل لاطلاق النار مع قوات الأمن السورية أثناء محاولتهم التسلل إلى سوريا عبر الحدود من لبنان في بلدة عرسال. ويبدو ان الجنود كانوا ينتظرون المتسللين إلى كمين لهم. وذكر أن الجرحى فقدوا بعد الحادث.

#### 7 حزيران / يونيو
أطلق جنود الحكومة النار على المراقبين الذين حاولوا الوصول إلى موقع المذبحة في القبير، وأجبروا على العودة.
قتل 31 شخصا، كما أفاد التقرير. قتل 24 جنديا سوريا من قبل الجيش الحر بما في ذلك اغتيال لواء (الذي قتل أيضا قاضيا عسكريا) في درعا.

#### 8 حزيران / يونيو
اندلع قتال عنيف بين الجيش السوري الحر ومقاتلي الأسد في وسط دمشق، حيث خرج المتظاهرون إلى الشوارع للاحتجاجات الأسبوعية يوم الجمعة. ووقعت أكبر احتجاجات في محافظات دمشق وحلب وحما وإدلب وحمص ودرعا ودير الزور. لقى ما لا يقل عن 20 شخصا مصرعهم مساء اليوم. استمر الجيش السوري بقصف عنيف على وسط حمص.
بحلول نهاية اليوم قتل 65 شخصا، بينهم 17 في محافظة إدلب.
قال الامين العام للامم المتحدة بان كي مون امام مجلس الأمن الدولي ان الاسلحة الثقيلة والرصاص الخارقة للدروع وطائرات المراقبة استخدمت ضد مراقبين تابعين للامم المتحدة في سوريا لعرقلة جهودهم لمراقبة النزاع وان هذه التكتيكات استخدمت لمحاولة لإجبار المراقبين العزل على الانسحاب من المناطق التي اتهمت فيها القوات الحكومية بشن هجمات. رأى مونتيورس أيضا قوافل عسكرية سورية وحاول وقف هجمات الدبابات على المناطق المأهولة بالسكان، ولكن «تجاهل».
الصحفي البريطاني أليكس طومسون يزعم أنه قد أقام في فخ الموت من قبل أعضاء الجيش السوري الحر الذين حاولوا قتله على أيدي عناصر من الجيش السوري لأغراض دعائية.
تم تسريب شريط فيديو على الإنترنت، والذي عرض لإظهار الجنود يسخرون الموتى في بلدة في إدلب. وقد تبين أنها تكدس الجثث في مبنى، وتهبها بعد ذلك.

#### 9 حزيران / يونيو
قال ناشطون إن القوات السورية قتلت ما لا يقل عن 17 شخصا في مدينة درعا الجنوبية، بمن فيهم النساء والأطفال. وقال المرصد السوري لحقوق الإنسان ولجان التنسيق المحلية ومقرها بريطانيا إن عشرات الأشخاص أصيبوا أيضا في القصف الذي وقع في وقت مبكر من 9 يونيو / حزيران.
وفقا لوكالة الأنباء (سانا) تم دفن 57 جنديا وضابط شرطة وغيرهم من أفراد إنفاذ القانون الذين قتلهم المتمردون خلال الأسبوع.
بحلول نهاية اليوم أبلغت لجان التنسيق المحلية عن مقتل 96 شخصا، معظمهم في درعا وحمص. وتفيد التقارير أن 84 شخصا قتلوا؛ وقتل 70 شخصا في جميع أنحاء البلاد، بينهم 29 في حمص. وجرى القصف في محافظات حمص ودرعا واللاذقية وإدلب. توفي 13 مقاتلا من المتمردين في جميع أنحاء البلاد، بينهم 10 في اشتباكات في محافظة حمص. قتل ما مجموعه 28 جنديا سوريا بعد اشتباكات في أنحاء البلاد.

#### 10 حزيران / يونيو
بحلول نهاية اليوم أفادت لجان التنسيق المحلية أن 53 شخصا قتلوا، بينهم 26 من القصف في حمص. وأفاد المرصد السوري لحقوق الإنسان أن ما مجموعه 41 شخصا قتلوا في جميع أنحاء البلاد. قتل ما لا يقل عن 16 جنديا في جميع أنحاء البلاد.
أفادت التقارير أن عشرات الكويتيين انضموا إلى الجيش السوري الحر وفقا لصحيفة القبس.
أفاد الجيش الحر بأنهم أخذوا لفترة قصيرة قاعدة الغانتو للدفاع الجوي شمال حمص التي كانت تحمل صواريخ أرض-جو متقدمة ومركبات أنيتايركرافت. وصف قادة الجيش السوري الحر في سلسلة من أشرطة الفيديو على الإنترنت الانشقاق المنظم للجنود والضباط من القاعدة والهجوم الحكومي التالي الذي أعقب ذلك. وادعى الجيش السوري الحر أنهم استولوا على عدد من الأسلحة والذخائر، وأن جزءا كبيرا من القاعدة وترسانتها من الأسلحة دمرت في قصف بالطائرات العمودية الحكومية التي كانت تستخدم لاستعادة قاعدة الدفاع الجوي.

#### 11 حزيران / يونيو
أكد مراقبو الأمم المتحدة أن المروحيات التابعة للجيش السوري أطلقت النار على بلدات بالقرب من حمص، بما في ذلك الرستن. ولأول مرة، تحققت الأمم المتحدة أيضا من مزاعم متكررة من قبل الناشطين بأن القوات الحكومية أطلقت النار من طائرات الهليكوبتر في الحملة العسكرية على المعارضة. وقال كوفي عنان إنه «يشعر بقلق بالغ» إزاء هذه الأنباء، وقالت متحدثة باسم الأمم المتحدة إن «قذائف المدفعية وقذائف الهاون والمدافع الرشاشة والأسلحة الصغيرة» كانت تستخدم ضد مدينتي الرستن والتلبيسة.
قالت الولايات المتحدة انها تخشى ان تخطط الحكومة السورية «لمذبحة جديدة» في الحيفا حيث وقعت معركة قتلت 68 جنديا و 29 مدنيا و 23 مقاتلا متمردين. وتعرضت المدينة لقصف كثيف من الجيش. وقال الجيش الحر إنهم نقلوا المدنيين بعيدا عن وسط المدينة لحمايتهم، ولكن حتى الضواحي قصفت في نهاية المطاف.
قتل 109 أشخاص مساء، بينهم 36 في إدلب، تم إعدام عشرة منهم بإجراءات موجزة.
أفاد المرصد السورى لحقوق الإنسان بأن عدد القتلى في صفوف المدنيين يبلغ 80 قتيلا (باستثناء متمردين اثنين مدرجين في العد من قبل الجيش السوري لحقوق الإنسان)، من بينهم 25 في محافظة إدلب و 9 مدنيين قتلوا في سيارة مفخخة في محافظة درعا. ما لا يقل عن 7 مقاتلين متمردين قتلوا، بينهم 2 خلال اشتباكات في حمص. وبالإضافة إلى ذلك، قتل 23 جنديا ومسؤول حزب البعث في جميع أنحاء البلاد.

#### 12 حزيران / يونيو
قال هيرفي لادسو رئيس إدارة عمليات حفظ السلام التابعة للأمم المتحدة إن الانتفاضة قد بلغت حربا أهلية واسعة النطاق.
تفيد التقارير بأن 60 شخصا قتلوا مساء، بينهم 23 في حمص و 16 في دير الزور من القصف بالمدفعية الثقيلة.
قتل 17 جنديا في اشتباكات في جميع أنحاء البلاد، وعندما تم استهداف حافلة عسكرية في ريف دمشق.
تم اغتيال الدكتور مروان عرفات الرئيس السابق للاتحاد السوري لكرة القدم.

#### 13 حزيران / يونيو
أعلن رياض الأسعد رءيس أركان الجيش السوري الحر أن الجيش الحر قام بانسحاب تكتيكي من منطقة اللاذقية.
تفيد التقارير أن 77 شخصا قتلوا من بينهم 23 في حمص و 12 في حماة و 10 في دير الزور من القصف بالمدفعية الثقيلة.
قال المرصد السورى لحقوق الإنسان ان 51 شخصا على الاقل قتلوا مساء امس بينهم 20 في حمص بسبب القصف العسكري. قتل 6 أشخاص في كل من محافظات إدلب ودرعا وحماة. وبالإضافة إلى ذلك، قتل ما لا يقل عن 9 من المقاتلين المتمردين بما في ذلك زعيم المتمردين في دير الزور.
قتل ما لا يقل عن 21 جنديا في جميع أنحاء البلاد.

#### 14 حزيران / يونيو
أفادت لجان التنسيق المحلية أن 60 شخصا قتلوا مساء بينهم 19 في حمص و 19 في مجزرة ارتكبها الشبيحة في ضاحية حموريه في دمشق.
أفاد المرصد السورى لحقوق الإنسان أن 51 شخصا قتلوا من بينهم 21 في ريف دمشق و 15 في حمص. وبالإضافة إلى ذلك، قتل ما لا يقل عن 11 متمردا بينهم 6 في بلدة هيت، درعا. وقتل ضابط في محافظة حمص. قتل 24 جنديا بينهم 11 قتيلا على الأقل في اشتباكات في الغوطة الشرقية.
تعرض مراقبو الأمم المتحدة لهجوم أثناء دخولهم بلدة الحفا المهجورة بعد تعرضهم للقصف لمدة 8 أيام متتالية.
انفجرت سيارة مفخخة بالقرب من ضريح السيدة زينب بنت علي حفيدة النبي محمد. مما أدى إلى الإضرار بالضريح وجرح 10 أشخاص.

#### 15 حزيران / يونيو
أفادت لجان التنسيق المحلية أن 48 شخصا على الأقل قتلوا مساءا بينما نزل المتظاهرون إلى الشوارع، حيث احتجوا في المقام الأول في دمشق وريفها وحلب وإدلب ودارا وحماة وحمص ودير الزور.
أصدر المرصد السورى لحقوق الإنسان تقارير عن وفاة 30 شخصا. بمن فيهم صحفي مدني في محافظة حمص. قتل جنديان منشقان في حمص. كما قتل 8 جنود.

#### 16 حزيران / يونيو
تفيد التقارير أن 77 شخصا قتلوا مساء، في المقام الأول في دمشق وحمص.
أفاد المرصد السورى لحقوق الإنسان أن 59 شخصا قتلوا في جميع أنحاء البلاد. 34 في محافظة دمشق، 15 في محافظة حمص. توفي اثنان من المتمردين في درعا، بمن فيهم ملازم منشق.
قتل 16 جنديا من الحكومة السورية طوال اليوم.
في الوقت نفسه أعلن الجيش السوري الحر أنه استعاد السيطرة على البياضة.
أعلنت الأمم المتحدة أنها تعلق الأنشطة في سوريا بسبب تزايد العنف.

#### 17 حزيران / يونيو
أفادت لجان التنسيق المحلية أن 60 شخصا قتلوا مساء بينهم 17 في ريف دمشق و 15 في حمص. وتعرض حيى الرستن وتلبيسة وسط حمص لقصف مدفعي ضخم.
أفاد المرصد السوري لحقوق الإنسان عن وفاة 43 شخصا بينهم 13 في ريف دمشق، و 13 في حمص بسبب قصف النظام. قتل ما لا يقل عن اثنين من المقاتلين في اشتباكات في محافظة حمص.
قتل 26 من قوات الأمن السورية. بما في ذلك ملازم قتل في دمشق.

#### 18 حزيران / يونيو
أفادت لجان التنسيق المحلية قتل ما لا يقل عن 90 شخصا، معظمهم في حمص ودمشق.
أفاد المرصد السورى لحقوق الإنسان عن مقتل 56 شخصا؛ منها 19 في ريف دمشق و 7 في محافظة درعا. وقد قتل 13 متمردا على الاقل في جميع انحاء البلاد. 2 من قادة المتمردين في دير الزور و 2 من الرفاق الأولين في حمص وريف دمشق.
قتل 28 جنديا. في الاشتباكات بين عشية وضحاها.
أفادت الأنباء أن سفينتين حربيتين روسيتين توجهتا إلى سوريا، وفقا لما ذكره ضابط روسي قادر على حمل 300 من جنود المارينز وعشرات الدبابات مما يجعله أكبر انتشار من روسيا إلى سوريا حتى الآن. لدى روسيا أيضا عددا غير محدد من المستشارين العسكريين الذين يدرسون السوريين كيفية استخدام الأسلحة الروسية.
قالت المملكة المتحدة إنها سحبت التأمين على سفينة روسية أفيد بأنها تحمل مروحيات هجومية موجهة للحكومة السورية. وقال وزير الخارجية البريطاني ويليام هيغ إن السفينة كانت تعود إلى روسيا وقالت: «نحن نثني أي شخص آخر عن توريد الأسلحة إلى سوريا».

#### 19 حزيران / يونيو
أبلغت لجان التنسيق المحلية عن مقتل 52 شخصا، بينهم 10 في حمص.
أفاد المرصد السوري لحقوق الإنسان عن مقتل 46 من أعضاء المعارضة؛ كان ما لا يقل عن 6 مقاتلين متمردين، والباقي من المدنيين. 14 قتيلا في حمص و 16 في محافظة دمشق.
قتل ما لا يقل عن 27 جنديا في جميع أنحاء البلاد.
دعا الجيش السوري الحر "إخوانه الأكراد" للانضمام إلى المتمردين الذين يقاتلون نظام الرئيس بشار الأسد، ووعدوا بوقف المظالم ضد الأكراد في سوريا الديمقراطية المستقبلية. وقال المتحدث باسم القيادة المشتركة للجيش السوري الحر: "إن القيادة المشتركة للجيش السوري الحر ... تناشد أشقائنا الكرديين جنودا ومدنيين، وتدعوهم للانضمام إلى صفوف الجيش السوري الحر داخل البلاد، دعونا نعمل معا لتحويل الجيش السوري الحر إلى جيش وطني بديل مؤسسة في جيش العصابة الحاكمة ". كما اشار البيان إلى ان الأكراد كانوا دائما شركاء يعملون" جنبا إلى جنب لبناء مستقبل البلاد ووضع حد للتمييز لجميع السوريين مهما كانت خلفياتهم العرقية أو الدينية.
اندلعت اشتباكات في منطقة الجبل الكردي في محافظة اللاذقية. أدت سلسلة من المواجهات بين الجيش السوري والجيش السوري الحر المتمرد (فسا) إلى سقوط عدد كبير من الضحايا. وزعم أحد قادة المتمردين أن الاشتباكات أسفرت عن مقتل 5 متمردين، في حين قتل 28 جنديا سوريا وجرح العشرات وأسر عدة في اليوم التالي.

#### 20 حزيران / يونيو
أفادت لجان التنسيق المحلية أن 66 شخصا قتلوا في جميع أنحاء سوريا من قبل الجيش السوري، بينهم 17 شخصا في ضواحي دمشق.
أبلغ المرصد السورى لحقوق الإنسان عن مقتل 46 شخصا؛ بينهم 16 في حماه و 10 في محافظة دمشق. وبالإضافة إلى ذلك، اغتيل السيد عبد القدوس جبارة (رجل دين شيعي) في محافظة دمشق. قتل ثمانية متمردين؛ بما في ذلك 5 قتلى في اللاذقية وملحق ملازم في مضايا.
قتل 35 من قوات الأمن السورية في جميع أنحاء البلاد بالإضافة إلى ضابط تم اغتياله في دمشق.

#### 21 حزيران / يونيو
انشق طيار سوري وهرب بطائرة من طراز ميج 21 إلى الأردن ومنحت البلاد في وقت لاحق العقيد حسن حمادة اللجوء السياسي.
أفاد المرصد السوري لحقوق الإنسان عن مقتل ما لا يقل عن 121 شخصا بينهم 107 أشخاص، و 32 قتيلا في حمص و 30 شخصا في محافظة دمشق، وهو من أعلى عدد القتلى في الانتفاضة بأكملها. وبالإضافة إلى ذلك، قتل ما لا يقل عن 10 من المتمردين؛ بينهم 5 في درعا ومسؤول في إدلب.
قتل 54 منقوات الأمن السورية في الاشتباكات.
أفادت لجان التنسيق المحلية أن أكثر من 128 شخصا قتلوا بنهاية اليوم، وخاصة في ضواحي دمشق وحماة ودرعا.

#### 22 حزيران / يونيو
اندلعت الاحتجاجات بعد صلاة الجمعة التي وقعت في وسط حلب ودمشق وضواحيها، فضلا عن محافظات حمص وحماة وإدلب ودرعا ودير الزور. قتل 87 شخصا على يد قوات الأمن والجيش السوري مساء، وبشكل أساسي في ريف دمشق، بما في ذلك 15 شخصا على الأقل في مدينة حلب.
أسقط الجيش السوري طائرة مقاتلة تركية من طراز F-4 فانتوم بالقرب من الحدود التركية / السورية.
أبلغ المرصد السورى لحقوق الإنسان عن مقتل 59 شخصا؛ بينهم 11 في مظاهرة في حلب. وقد قتل ما بين 6 إلى 10 متمردين؛ بينهم 2 في حمص وقبطان منشق.
قتل ما مجموعه 41 جنديا بينهم 26 شبيحة قتلوا في غرب محافظة حلب.
قع أكبر انشقاق للضابط مرة واحدة حيث انشق 5 ضباط من محافظة إدلب وهم 2 جنرالات برتية عميد و2 برتبة عقيد وانشق أيضا طيار مقاتل.

#### 23 حزيران / يونيو
أبلغت لجان التنسيق المحلية عن مقتل 131 شخصا في نهاية اليوم، بينهم 31 في دير الزور و 26 في ريف دمشق و 24 في إدلب.
أفاد المرصد السوري لحقوق الإنسان عن وفاة 76 شخصا؛ 22 في دير الزور و 15 في حمص. وقتل ما لا يقل عن تسعة متمردين، بينهم أيضا عريف منشق في اللاذقية.
قتل 28 جنديا في نهاية اليوم وفقا للمرصد السوري لحقوق الإنسان.
تم إعدام 10 جنود لمحاولة الهروب من الجيش.
انشق ثلاثة طيارين آخرين من الجيش السوري عبروا الحدود إلى الأردن.

#### 24 حزيران / يونيو
أفادت لجان التنسيق المحلية أن 82 شخصا على الأقل قتلوا، بينهم 23 في دير الزور و 14 في حماة.
قتل 55 شخصا، وفقا للمرصد السوري لحقوق الإنسان؛ بما في ذلك 19 في دير الزور؛ ويرجع ذلك أساسا إلى القصف على المدينة. قتل ما لا يقل عن 13 متمردا. بما في ذلك رقيب منشق وملازم أول منشق في دير الزور.
قتل 28 من قوات الأمن السورية. 27 منهم خلال اشتباكات و 1 في هجوم عبوة ناسفة.

#### 25 حزيران / يونيو
تم القبض على 7 أطباء في حلب وتعذيبهم على يد ضباط المخابرات السورية.
انشق 40 جنديا بينهم اثنان من الضباط برتبة عقيد عن الجيش السوري وعبروا الحدود إلى تركيا مع أسرهم. وكان ذلك في حين قال جنرال للجيش السوري الحر إن القوات الحكومية تستعد لتنفيذ مذبحة جديدة في حمص.
اتهمت تركيا سوريا باطلاق النار على طائرة عسكرية تركية ثانية بعد أيام من اسقاط طائرة تركية من طراز اف -4 فانتوم.
أبلغ المرصد السورى لحقوق الإنسان عن مقتل 61 شخصا بينهم 15 في دير الزور و17 في درعا. قصفت قوات النظام مخيم للاجئين وقتلت عائلة مكونة من 4 أفراد في درعا. قتل ما لا يقل عن 5 متمردين.
قتل 31 جنديا. بما في ذلك هجمات بالعبوات ناسفة في إدلب ودرعا.
أبلغت لجان التنسيق المحلية أن 80 شخصا قتلوا في نهاية المطاف، بينهم 20 في مجزرة في درعا، و 17 من القصف المدفعي في دير الزور. كما تم اعتقال 7 أطباء في حلب وتعذيبهم على يد ضباط المخابرات السورية.

#### 26 حزيران / يونيو
أفادت لجان التنسيق المحلية أن 113 شخصا لقوا مصرعهم مساء بينهم 33 في قدسية ووضواحى دمشق، و 16 في درعا.
أفاد المرصد السوري لحقوق الإنسان بأن 83 شخصا قتلوا؛ بينهم 28 في ريف دمشق و 19 في محافظة إدلب. وقد لقى ما لا يقل عن 7 متمردين مصرعهم في القتال في انحاء البلاد. بما في ذلك قبطان مفقود قتل في محافظة حماة.
قتل 46 جنديا في جميع أنحاء البلاد؛ معظمهم في اشتباكات مع المتمردين.
انشق 280 جنديا وضابطا في إدلب بالقرب من الطريق السريع المؤدي إلى حلب في حين أسفرت الاشتباكات بين المنشقين والجيش السوري عن سقوط مروحية واحدة وتدمير ست دبابات.
تم تهريب برهان غليون رئيس المجلس الوطني السوري إلى سوريا للقاء قوات المتمردين من أجل رفع معنوياتهم.

#### 27 حزيران / يونيو
هاجمت مجموعة من المتمردين السوريين محطة تلفزيونية مؤيدة للحكومة في مدينة دروشة، جنوب العاصمة دمشق. وقد دمرت استوديوهات المحطة بالمتفجرات. وقتل سبعة أشخاص في الهجوم على تلفزيون الإخبارية، بينهم أربعة حراس وثلاثة صحفيين. وادعى متمردو الجيش السوري الحر أن المنشقين من الحرس الجمهوري النخبة في سوريا كانوا وراء الهجوم. ومع ذلك، فقد تبين لاحقا أن ذلك غير صحيح بعد أن أكدت الجماعة الإسلامية المتطرفة، وهي جبهة النصرة لحماية المشرق العربي، أنها نفذت الهجوم ونشرت صور 11 من موظفي المحطة تم اختطافهم بعد الغارة.
أفادت لجان التنسيق المحلية أن 104 أشخاص قتلوا بنهاية اليوم منهم 42 في إدلب و 15 في ريف دمشق.
أفاد المرصد السوري لحقوق الإنسان أن عدد القتلى بلغ 73 شخصا مساء، 29 في إدلب و 14 في دير الزور. قتل ما لا يقل عن 15 متمردا. 5 في درعا و 9 في إدلب (بما في ذلك قائد). وتعرض مواطن من درعا للتعذيب بشكل مفرط من قبل قوات النظام، حتى الموت.
قتل ما لا يقل عن 57 جنديا بما في ذلك العديد منهم في هجوم على المركبات العسكرية الثقيلة في إدلب.

#### 28 حزيران / يونيو
انفجرت سيارتان مفخختان في دمشق أحدهما في موقف السيارات التابع لقصر العدل والآخر يستهدف مركزا للشرطة. وأصيب 3 أشخاص وتضرر عدة سيارات.
أبلغت لجان التنسيق المحلية أن أكثر من 139 شخصا قتلوا في نهاية المطاف، وكان يشتبه في أن الجاني هو الجيش السوري، بما في ذلك أكثر من 40 شخصا من القصف المدفعي والإعدام بإجراءات موجزة في دوما.
أبلغ المرصد السورى لحقوق الإنسان عن مقتل 103 أشخاص؛ منها 41 في ريف دمشق (35 في دوما بسبب القصف) و 17 في حمص. وقتلت أحلام خالد عماد وهي محاضرة في جامعة البعث مع عائلتها في حى الحصن، حمص. وقتل شيخ محمد نور زنزول على يد قوات الأمن في حماة. قتل ما لا يقل عن 14 متمردا. 8 في حمص. وقتل قائد عسكرى في إدلب.
قتل 58 من قوات الأمن السورية. بما في ذلك مقدم وضابطان اثنين برتبة ملازم.

#### 29 حزيران / يونيو
اندلعت احتجاجات «واسعة النطاق» عبر الأحياء المركزية وأحياء الضواحي في دمشق ومدينة حلب وحماة وحمص ودرعا وإدلب.
قبض الجيش السوري الحر على جنرال كبير يدعى فراج شحادة رئيس القيادة المركزية في الجيش السوري. ويعتقد أن هذا هو المسؤول الأعلى رتبة التي يتم القبض عليها. وتم القبض على عميد آخر في قسم الاستخبارات.
بحلول نهاية اليوم أبلغت لجان التنسيق المحلية عن مقتل 104 أشخاص على يد قوات الأمن والجيش السوري. 9 منها في صوران، وحماه حتى الموت في مجزرة يشتبه في ارتكابها من قبل الشبيحة.
أفاد المرصد السوري لحقوق الإنسان عن وفاة نحو 47 شخصا؛ منها 10 في دير الزور وريف دمشق. قتل ما لا يقل عن 9 متمردين؛ بينهم 5 جثث عثر عليها ميتا في كفر شمس في محافظة درعا.
قتل 23 من قوات الأمن السورية قتل 5 في هجوم على شاحنة عسكرية في اللاذقية.

#### 30 حزيران / يونيو
بحلول نهاية اليوم أبلغت لجان التنسيق المحلية عن مقتل 174 شخصا على يد قوات الأمن والجيش السوري، بينهم 85 شخصا في مجزرة في زملكا بريف دمشق.
أبلغ المرصد السورى لحقوق الإنسان عن مقتل 90 شخصا؛ 41 في ريف دمشق و 13 في دير الزور. مقتل 30 مدنيا خلال انفجار استهدف جنازة في زملكا بريف دمشق. وقتل اثنان من الأطباء في دمشق ودير الزور. كما قتل ناشط في حماة. وقتل ما مجموعه 11 متمردا؛ بينهم 4 في درعا ورقيب أول منشق في دير الزور.
قتل 27 جنديا خلال اشتباكات وأثناء هجوم على شاحنة عسكرية في رنكوس.

### تموز/ يوليو 2012

#### 1 تموز/ يوليو
قتل 69 شخصا بينهم 14 في ريف دمشق.

#### 2 تموز/ يوليو
بحلول المساء قتل الجيش السوري ما لا يقل عن 114 شخصا، من بينهم 30 في ريف دمشق، و 27 في حماة و 23 في حمص. انشق 85 جنديا من الجيش السوري من بينهم جنرال وعقيد، وضباط آخرين وهربوا إلى تركيا مع أسرهم.

#### 3 تموز/ يوليو
أبلغت لجان التنسيق المحلية عن مقتل 71 شخصا بينهم 14 في دير الزور و 13 في حمص.
أفاد المرصد السوري لحقوق الإنسان عن وفاة 52 شخصا؛ 15 في ريف دمشق 10 في حمص، 10 في درعا. قتل 7 متمردين؛ 4 في حمص و 2 في دوما.
قتل 25 جنديا سوريا في جميع أنحاء البلاد.

#### 4 تموز/ يوليو
قال متحدث باسم الجيش السوري الحر إن قوات المعارضة تسيطر على حوالي 40٪ من سوريا، على الرغم من أن آخرين ادعوا أن ما يصل إلى 60٪ من أيدي الحكومة.
تم اكتشاف جثتي طيارين تابعين للقوات الجوية التركية أسقطتهما القوات السورية في البحر المتوسط على متن سفينة استكشاف أمريكية عميقة.
أبلغت لجان التنسيق المحلية عن مقتل 70 شخصا بينهم 17 في إدلب.
أفاد المرصد السوري لحقوق الإنسان عن مقتل 55 شخصا في المساء؛ 15 في إدلب و 11 في ريف دمشق. 8 قتلى خلال قصف النظام على المسرابا بريف دمشق. قتل 10 متمردين؛ 4 في حمص. قتل قائد كتيبة متمردة في محافظة حماة وقائد آخر قتل أثناء القصف في إدلب.
قتل 34 جنديا. بما في ذلك 3 ضباط رفيعي المستوى.

#### 5 تموز/ يوليو
قتل 63 مدنيا منهم 28 في إدلب و 11 في ريف دمشق. مقتل مدنيين اثنين جراء انفجار عبوة ناسفة في محافظة السويداء. قتل ثلاثة متمردين؛ قتل أحد قادة المتمردين برصاص قناص في أريحا. قتل قائد كتيبة متمردة في درعا.
قتل 24 جنديا وتم اغتيال ضابط برتية عميد في محافظة حمص.

#### 6 تموز/ يوليو
اندلعت الاحتجاجات بعد صلاة الجمعة التي وقعت في وسط حلب ودمشق وضواحيها، فضلا عن محافظات حمص وحماة وإدلب ودرعا ودير الزور. وقتل ما لا يقل عن 89 شخصا في اشتباكات ظهر اليوم.
استولى الجيش السوري على بلدة خان شيخون التي يسيطر عليها المتمردون في محافظة إدلب بعد انسحاب قوات المعارضة الليلة الماضية.
فر مسؤول عسكري رفيع المستوى وقائد اللواء في الحرس الجمهوري مناف طلاس ابن وزير الدفاع السابق مصطفى طلاس، إلى تركيا. وكان ذلك بسبب قمع المدنيين أثناء الانتفاضة.
أفاد المرصد السوري لحقوق الإنسان عن مقتل 67 مدنيا منهم 13 في ريف دمشق و 11 في حمص. قتل 5 مدنيين أثناء قصف النظام على نوى. قتل 6 متمردين 3 في إدلب.
قتل 27 جنديا، بينهم ملازم أول في حلب.

#### 7 تموز/ يوليو
أبلغت لجان التنسيق المحلية عن مقتل 71 شخصا في نهاية اليوم، بينهم 21 شخصا في دير الزور.
أفاد المرصد السوري لحقوق الإنسان عن مقتل 37 مدنيا بينهم 15 في دير الزور و 6 في حماة. كما عثر على 5 جثث في الحمورية. قتل 13 متمردا؛ 5 في حلب. وقتل ملازم منشق في حلب، وتم تفجير مقدم برتبة منشق في إدلب وقتل رقيب أول منشق في ريف دمشق.
قتل 21 جنديا.
أسقط المتمردون طائرة مراقبة مما يمثل زيادة في القدرات العسكرية للمتمردين.

#### 8 تموز/ يوليو
أبلغت لجان التنسيق المحلية عن مقتل 57 مدنيا و 3 من المتمردين قتلوا مساء، وخاصة في ضواحي دمشق وحمص.
أفاد المرصد السوري لحقوق الإنسان عن مقتل 53 مدنيا منهم 11 في حماه و 9 في دير الزور. اغتيل طبيب في دمشق. قتل 17 متمردا؛ 5 في حمص. قتل زعيم متمرد خلال عملية معارضة في محافظة درعا.
قتل 36 جنديا في جميع أنحاء البلاد.

#### 9 تموز/ يوليو
قتل 51 مدنيا في المساء. 10 في إدلب و 7 في حلب. قتل 5 متمردين جنبا إلى جنب مع جندي منشق.
قتل 36 جنديا بما في ذلك ضابط قتل في هجوم في إدلب. قتل 10 جنود في دير الزور، عندما استهدفت موكب لمركبات العسكرية.
أفادت شبكة ان.بي.سي بأن المتمردين اكتسبوا مساحات كبيرة خلال الأسابيع القليلة الماضية، ويتحكمون الآن في معظم المناطق الريفية.

#### 10 تموز/ يوليو
قتل 68 مدنيا بنهاية اليوم بينهم 19 في دير الزور و 11 في ريف دمشق.
قتل 18 جنديا و 9 متمردين بحلول نهاية اليوم.

#### 11 تموز/ يوليو
انشق السفير السوري في العراق نواف الفارس إلى المعارضة. وهو أكبر دبلوماسي ينشق حتى الآن في الصراع بأكمله. وألقى بيانا ل قناة الجزيرة قائلا فيه «أحث جميع الأعضاء الصادقين في هذا الحزب على اتباع طريقي لأن النظام قد حوله إلى أداة لقتل الناس وتطلعاتهم إلى الحرية». كما دعا فارس الجيش إلى الانضمام إلى صفوف الثورة السورية. وقال إن انشقاقه «ضربة أخلاقية وسياسية» للحكومة السورية ودبلوماسي آخر، سافر السفير السوري في السويد محمد بسام إمادي في ديسمبر 2011.
قتل 78 شخصا بنهاية اليوم بينهم 22 في حمص و 13 من أفراد جيش التحرير الفلسطيني.
قتل 28 جنديا. بينهم ثلاثة ضباط. قتل 9 متمردين و 44 مدنيا؛ وفقا للمرصد السوري لحقوق الإنسان.

#### 12 تموز/ يوليو
في أعقاب كمين للمتمردين على قافلة عسكرية بالقرب من حماة، شن الجيش هجوما مضادا أدى إلى معركة تريمسة مع الجيش السوري الحر في تريمسة، مما أدى إلى مقتل عشرات المتمردين وعدد غير معروف من المدنيين. وبعد يومين أصدرت بعثة مراقبي الأمم المتحدة بيانا استنادا إلى التحقيق الذي أجراه فريقها الذي ذهب إلى المدينة، بأن الجيش السوري استهدف بشكل رئيسي منازل المتمردين والناشطين، في ما قالت هيئة الإذاعة البريطانية أنها تناقض المعارضة الأولية ادعاءات مجزرة مدنية. وقالوا إن عدد الضحايا غير واضح وأضافوا أنهم يعتزمون العودة إلى المدينة لمواصلة تحقيقهم.
بعد أربعة أيام من المعركة، تراجع الجيش السوري الحر عن حصيلة القتلى الاولية البالغة 200 شخص، قائلين انه كان مبالغا فيه لان العديد من الجرحى قد لقوا حتفهم، وخفضت قائمة الذين تأكدت مصرعهم إلى 68-103 اسما. إلا أن الناشط أبو عدنان لا يزال يدعي أن 150 شخصا لقوا حتفهم، مع أن باقي الجثث لا يمكن التعرف عليها أو سرقتها من قبل الجيش أثناء هجومها.
أبلغت لجان التنسيق المحلية عن مقتل 287 شخصا في جميع أنحاء سوريا.

#### 13 تموز/ يوليو
قال مسؤولون أمريكيون إن سوريا تحرك أسلحة كيميائية خارج المخازن.
قتل 71 شخصا جراء إطلاق نار من الجيش السوري وقصف مدفعي، في المقام الأول في إدلب وحمص.
خرجت مظاهرة «ضخمة» ضد الحكومة السورية في حلب مع احتجاجات كبيرة أخرى وقعت في دمشق وضواحيها، حماة ودارا وإدلب ودير الزور.
أفاد المرصد السوري لحقوق الإنسان عن مقتل 59 مدنيا؛ 13 في دمشق و 12 في إدلب. قتل 32 متمردا؛ بمن فيهم ملازم أول في حلب. قتل 18 مقاتلا في محافظة إدلب خلال اعتداءات النظام على قرى المنطقة.
قتل 37 جنديا في جميع أنحاء البلاد.

#### 14 تموز/ يوليو
أفاد المرصد السوري لحقوق الإنسان عن مقتل 49 مدنيا مساء، و 13 في ريف دمشق، و 11 في دير الزور. ووقع انفجار عبوة ناسفة على مدرسة فاطمة السقا في حي الكرامة في حماة، مما أسفر عن مقتل 4 مدنيين بينهم طفلان. قتل 24 متمردا في جميع أنحاء البلاد؛ 8 في حلب. مقتل 10 متمردين في حمص. بما في ذلك مقدم عقيد. كما قتل رقيب أول منشق في دير الزور.
قتل 39 جنديا سوريا. قتل 13 شخصا في حلب، بينهم ضابط. قتل 12 جنديا خلال هجوم على شاحنة زيل في محافظة إدلب.
قتل 75 مدنيا بنهاية اليوم، بينهم 20 في حمص.

#### 15 تموز/ يوليو
أعلنت لجنة الصليب الأحمر الدولية اليوم أن القتال بات منتشرا في سوريا حتى الآن، وأن الوضع يعتبر حربا أهلية. وقد بدأ المتمردون اليوم عملية تحرير دمشق، وهي عملية تسمى «بركان دمشق والزلزال السوري».
أفاد المرصد السوري لحقوق الإنسان عن مقتل 59 مدنيا في المساء؛ و 16 في حمص، و 8 في درعا، و 8 في دير الزور. وتعرضت ممرضة للتعذيب حتى الموت، من قبل أجهزة الأمن في القرية، دير الزور. وقصف مخيم للاجئين في درعا، مما أسفر عن مقتل أحدهم. قتل 16 متمردا؛ قتل مقاتلان متمردان، من بينهم قائد الكتيبة، خلال اشتباكات في حقل النفط عمر دير الزور.
قتل 41 جنديا في جميع أنحاء البلاد. وبحلول نهاية اليوم، أبلغت لجان التنسيق المحلية عن مقتل 72 شخصا، معظمهم في حمص وحماة وإدلب.

#### 16 تموز/ يوليو
لليوم الثانى على التوالى تستمر الاشتباكات العنيفة في منطقتي الميدان والتضامن في دمشق، حيث تمكن الجيش من محاصرة قوات المتمردين في المنطقة وإرسال الدبابات والعربات المدرعة الأخرى إلى الأحياء. دعا المتمردون إلى اشتباكات ضدهم ضد العاصمة، بينما وصفته الحكومة عملية عسكرية مدتها 48 ساعة لتطهير المنطقة من أي قوات المعارضة. وكانت هناك أيضا مؤشرات على أن الحكومة كانت على علم بغارة المتمردين المخطط لها وعملت على المعلومات. ووفقا لتلفزيون الدولة، قتل الجيش أكثر من 80 مقاتلا من المتمردين خلال القتال. من جانبهم، سوف يدعي المتمردون، في اليوم التالي، قتل 70 جنديا وميليشيات موالية للحكومة وأنهم أسقطوا مروحية عسكرية.
طرد المغرب السفير السوري من بلادهم وردت سوريا بإعلان أن السفير المغربي في سوريا شخص غير مرغوب فيه.
بحلول نهاية اليوم، أبلغت لجنة التنسيق عن مقتل 97 شخصا، بينهم 30 في حماه و 21 في حمص و 13 في حلب و 11 في دمشق و 8 في درعا و 7 في دير الزور و 4 في ضواحي دمشق و 3 في إدلب .
أفاد المرصد السوري لحقوق الإنسان عن مقتل 84 مدنيا، بينهم 43 في حماة. قتل 34 منهم في حي الحميدية بسبب تقدم النظام. قتل 14 مدنيا في حمص. قتل 28 متمردا؛ تم إعدام 5 منشقين في مجمع طبي في حماة.
قتل 41 جنديا، بينهم ضابطان في جميع أنحاء البلاد.
انتقد الرئيس السابق للأسلحة الكيميائية السورية اللواء عدنان سيلو المعارضة. وقال سيلو ان المتمردين يسيطرون على 60 في المائة من البلاد وان كل ما يحتاجونه هو تدخل عسكرى محدود من الناتو لمساعدتهم في الإطاحة بالرئيس بشار الاسد. وقال سيلو لوكالة «الشرق الأوسط»: «كل ما نحتاجه من الناتو هو هجومان جويان على القصر الرئاسي لإسقاط النظام، وسنتمكن من السيطرة على جميع المدن السورية».
أصيب صحفيان عراقيان بالرصاص في دمشق ثم سلمتهما المخابرات والشرطة السورية إلى نقطة حدود عراقية. وقد فر ما مجموعه 525 سوري من بينهم عدد من الضباط العسكريين الذين انشقوا عن الجيش السوري إلى تركيا يوم الاثنين. وشمل ذلك ضابطا برتبة عميد ليصل عدد الجنرالات الذين انشقوا وهربوا إلى تركيا إلى 18.

#### 17 تموز/ يوليو
قال رئيس المخابرات العسكرية الإسرائيلية اليوم الثلاثاء إن قوات الجيش السوري انتقلت من منطقة مرتفعات الجولان المجاورة لإسرائيل إلى دمشق ومناطق الصراع الداخلي الأخرى.
أفاد المرصد السوري لحقوق الإنسان عن مقتل 54 مدنيا؛ 9 في حمص و 8 في ريف دمشق. قتل 16 مدنيا في مدينة دمشق، 12 منهم في حي القابون الذي يشهد قتالا عنيفا. وكان مواطن مصري من بين القتلى. قتل 20 متمردا؛ قتل قائد نقيب مع جنديين منشقين في محافظة حلب. وتعرض أحد الرقيبين الكبيرين للتعذيب حتى الموت في درعا. قتل 3 من الضباط المتضررين خلال انفجار في يبرود. قتل رقيب أول منشق في حمص. قتل 29 جنديا.

#### 18 تموز/ يوليو
وفقا لمسؤولين أتراك، فإن جنديين سوريين من بين 600 سوري هربا من سوريا إلى تركيا بين عشية وضحاها وبذلك يصل العدد الإجمالي للجنرالات إلى عشرين. وأفاد تلفزيون الشرق أن نائب الرئيس السوري فاروق الشرع، بالإضافة إلى 13 ضابطا آخرين، قد انشقوا وهربوا إلى الأردن.
أدى انفجار انتحاري في مبنى للأمن القومي في ساحة الروضة في دمشق إلى إصابة العديد من المسؤولين السوريين بجروح خطيرة وقتل وزير الدفاع السوري الجنرال داود راجحة والمستشار الأمني للرئيس السوري بشار الأسد حسن تركماني وصهر الأسد الذي كان أيضا نائب وزير الدفاع آصف شوكت. كما قتل وزير الداخلية محمد إبراهيم الشعار في الانفجار. وادعي أن الانفجار نجم عن انتحاري كان يعمل كحارس شخصي لدائرة الرئيس الأسد الداخلية. وأعلنت المعارضة السورية مسؤوليتها عن الهجوم. الجيش السوري الحر مدعيا أن الانفجار كان خاضعا للتحكم عن بعد وليس هجوما انتحاريا.
وفقا للتلفزيون الحكومي السوري، تم تعيين الجنرال فهد جاسم الفريج، رئيس هيئة الأركان المسلحة سابقا، كوزير للدفاع الجديد.
وأعلنت وزارة الخزانة الأمريكية عقوبات جديدة تستهدف تحديدا الأفراد داخل نظام الأسد.
بحلول نهاية اليوم قتل 188 مدنيا، بينهم 60 مدنيا في حى السيدة زينب في دمشق عندما قصفت المروحيات جنازة. وقال المرصد السورى لحقوق الإنسان إن 62 جنديا حكوميا و 28 متمردا قتلوا طوال اليوم.

#### 19 تموز/ يوليو
بلغت الأصول التي تعود ملكيتها إلى القادة السوريين قيمتها إلى 100 مليون جنيه استرليني وكشف عن وجودها وتجميدها في بريطانيا.
تم الاستيلاء على مدينة عين العرب الكردية سلميا من قبل لجان الدفاع الشعبي الكردية، بعد انسحاب الجيش السوري من المدينة. وادعى المتمردون السيطرة الكاملة على بلدة اعزاز في محافظة حلب. وذكر أن المتمردين سيطروا على أغلبية المدينة في آذار / مارس.
وقعت ثلاثة معابر حدودية مع تركيا المجاورة تحت سيطرة المتمردين. وأكدت قناة الجزيرة أن معبر باب الهوى كان ضمن معابر أخرى ضمن أيدي المتمردين في اليوم التالي.
وفقا لنائب وزير الداخلية العراقي عدنان الأسدي سيطر المتمردون السوريون على جميع المعابر الحدودية (وإن لم يكن كل المواقع الحدودية) بين العراق وسوريا. تم القبض على 22 من حرس الحدود، بما في ذلك قائدهم، في وظيفة واحدة وتم إعدامهم بينما شاهدت قوات الحدود العراقية من الجانب الآخر من الحدود.
كانت كل من روسيا والصين وحدهما قد قاموا باستخدام حق النقض ضد قرار مجلس الأمن الثالث الذي كان سينفذ عواقب الفصل السابع ضد نظام الأسد لعدم الامتثال. وأيدت جميع أصوات مجلس الأمن الأخرى، باستثناء امتناع عضوين عن التصويت. وأدان وزير الخارجية البريطاني ويليام هيغ حق النقض الروسي والصيني بأنه «لا غنى عنه ولا يمكن الدفاع عنه».
بحلول نهاية اليوم أبلغت لجان التنسيق المحلية عن مقتل 217 مدنيا، بينهم 70 من دير الزور و 40 من منطقة دمشق الكبرى.
أبلغ المرصد السورى لحقوق الإنسان عن مقتل عدد كبير من القتلى بلغ أكثر من 280 قتيلا. قتل 124 مدنيا. 33 في ريف دمشق و 10 آخرين في مدينة دمشق. مقتل 20 مدنيا جراء إطلاق قذائف هاون على بلدة عربين بريف دمشق وحدها. انفجار سيارة مفخخة في جديده، ريف دمشق، مما أدى إلى مقتل طفل. قتل 22 مدنيا في دير الزور و 14 مدنيا في حماة. وقتل 14 آخرين في محافظة حمص. بما في ذلك صحافي مواطن.
قتل 63 متمردا منهم 15 منهم في حماة و 15 في إدلب. 14 قتيلا في ريف دمشق. قتل 6 متمردين في محافظة حمص، بينهم قائد متمرد.
قتل 98 جنديا في هجمات في سوريا.

#### 20 تموز/ يوليو
عبر أكثر من 30,000 سوري إلى لبنان بين يومى الخميس والجمعة.
اندلعت مظاهرات «ضخمة» ضد الحكومة السورية وقعت بعد صلاة الجمعة، ولا سيما في المناطق الوسطى في مدينتي حلب ودمشق وريفها وإدلب وحماة ودرعا وحمص.
أبلغت لجان التنسيق المحلية عن مقتل 215 قصفا مدفعيا من المدنيين. 55 قتيلا في ريف دمشق، و 26 في مدينة دمشق نفسها، بينهم 10 متظاهرين على الأقل عندما أطلقت قوات الأمن النار على حشد كبير في حي البرامكة وسط دمشق.
أفاد المرصد السوري لحقوق الإنسان عن مقتل أكثر من 130 مدنيا. 46 في ضواحي دمشق و 12 في المدينة نفسها. وأطلقت الصواريخ على مخيم اليرموك، مما أدى إلى مقتل مدني. قتل 17 مدنيا في حمص و 15 مدنيا في إدلب.
قتل 38 جنديا و 19 متمردا.
في مدينة دير الزور تم زعم أن القوات الحكومية استخدمت الغاز السام لمهاجمة المدنيين. وقال نواف فارس، الذي انشق عن منصبه كسفير سوري لدى العراق، في مقابلة مع هيئة الإذاعة البريطانية إنه «مقتنع» بأن الأسد سيعتمد على مخزوناته إذا ما تم حجبه، وقال هو والجيش السوري الحر إن الهجمات الغازية استخدمت بالفعل . قبل أيام قليلة، ذكرت صحيفة وول ستريت جورنال أن تقارير المخابرات تشير إلى أن بعض الأسلحة الكيميائية كانت على وشك الانتقال، في حين قال أحد المنشقين السوريين البارزين إن قوات الأسد تحرك أسلحة كيميائية في جميع أنحاء البلاد لاستخدامها من قبل الجيش انتقاما لقتل أربعة من كبار المسؤولين الأمنيين.

#### 21 تموز/ يوليو
أبلغت لجان التنسيق المحلية عن مقتل 140 شخصا في سوريا على يد الجيش السوري بينهم 18 من المنشقين. قتل 34 مدنيا في حمص، و 28 مدنيا في دمشق وضواحيها. وأفيد بأن قوات الأسد استعادت السيطرة على دمشق.
بدأ الجيش السوري الحر قتال واسع النطاق في حلب للمرة الأولى، واستولى على عدة أحياء.
أفاد المرصد السوري لحقوق الإنسان عن مقتل 164 شخصا في جميع أنحاء سوريا، بينهم 86 مدنيا و 49 جنديا و 29 متمردا.

#### 22 تموز/ يوليو
أبلغت لجان التنسيق المحلية عن مقتل 111 مدنيا على يد الجيش السوري مساء بما في ذلك 65 مدنيا في دمشق وضواحيها. ويصف أليكس طومسون، الذي دخلى إلى حى ميدان «القصف العنيف الذي قامت الميليشيات المتجهة إلى منزل النهب والمذابح» - وهو هجوم برى وجوي منظم من جانب جنود الأسد والشبيحة، تليها «أعمال النهب». ويتحدث السكان عن وقوع مجزرة. وتم رسم كتابات مناهضة للأسد في الضاحية، لكن قوات الأسد تكتب عبارات عن نفسها. - «جنود الله كانوا هنا».
أفاد المرصد السوري لحقوق الإنسان عن مقتل 76 مدنيا منهم 18 في دمشق و 16 في ريف دمشق. قتل 22 متمردا.
قتل 34 جنديا في جميع انحاء سوريا.
أسفرت حصيلة القتلى الأسبوعية وفقا للمرصد السوري لحقوق الإنسان عن عدد من 209 من المتمردين و 351 جنديا.

#### 23 تموز/ يوليو
قتل 175 مدنيا بنهاية اليوم بينهم 90 في دمشق وضواحيها. توفي ما لا يقل عن 35 جنديا و 17 متمردا.

#### 24 تموز/ يوليو
انضمت السفيرة السورية في قبرص لمياء الحريري، إلى المعارضة، مما رفع عدد السفراء المنشقين إلى العلن إلى 3. وهي ابنة نائب الرئيس السوري فاروق الشرع. وقال السفير السابق في السويد بسام إمادي إن المبعوثين إلى ألمانيا والجمهورية التشيكية وبيلاروس قد انشقوا بالفعل، ولكنهم لم يعلنوا ذلك علنا بسبب المخاوف من الانتقام الحكومي.
وقتل نحو 150 مدنيا، بينهم 46 في حماة، توفي أكثر من 30 منهم في مجزرة في لاتامنا. قتل 26 جنديا و 4 من مقاتلي المعارضة.
قامت طائرات عسكرية من طراز ميج-23 اس بقصف المناطق الشرقية من العاصمة التجارية في سوريا حلب، أول مطالبات صلبة من الطائرات الحربية التي يستخدمها الأسد. قالت سارة ليا ويتسون، مديرة قسم الشرق الأوسط في منظمة هيومن رايتس ووتش إن استخدام الطائرات المقاتلة في المناطق المأهولة بالسكان كان مصدر قلق كبير.

#### 25 تموز/ يوليو
أغلقت تركيا جميع البوابات الحدودية مع سوريا بسبب تدهور الأوضاع الأمنية، على الرغم من أنها ستظل تسمح للاجئين بالعبور.
سافر سفير سوريا في دولة الإمارات العربية المتحدة عبد اللطيف الدباغ إلى قطر، حيث كانت زوجته لمياء الحريري التي انشقت من قبل، تقيم هناك أيضا. وانشق ملحق عسكري للسفارة السورية إلى عمان. كما انشق جنرالان آخران وهربا إلى تركيا، ليصل إجمالي عدد الجنرالات إلى 27.
قتل 129 شخصا حتى المساء منهم 27 قتيلا في دمشق وريفها، حيث قتل معظمهم في مجزرة في حي القابون، تم اكتشاف جثثهم اليوم. توفي ما لا يقل عن 41 جنديا و 32 مقاتلا من المعارضة في جميع أنحاء البلاد.
استمر القتال كثيرا من اليوم في الضاحية الجنوبية من كضام وأفاد الناشطون الشباب بأن الجيش السوري أطلق النار على منازل الناس.
أرسلت تعزيزات كبيرة من عشرات الدبابات التابعة لنظام الأسد من إدلب وحماة واقتربت من حلب في محاولة لسحق قوات المعارضة هناك.

#### 26 تموز/ يوليو
انشقت النائبة في البرلمان السورى إخلاص البدوي عن محافظة حلب وهربت إلى تركيا وأعلنت أن ذلك بسبب التعذيب الوحشي الذي يمارسه نظام الأسد، وأصبحت أول عضو في البرلمان السورى التي يسيطر عليها حزب البعث يعلن انشقاقه.
سيطر الجيش السوري الحر على الأحياء الغربية والشرقية من حلب ورد الجيش السورى بقصف الأحياء الغربية بقذائف الهاون وقصف الحي الشرقي بطائرات الهليكوبتر الروسية من طراز مي -25.
قتل أكثر من 200 مدني بنهاية اليوم. قتل 47 شخصا في حلب، في حين قتل 46 شخصا في ريف دمشق وريفها، حيث قتل معظمهم في مجزرة في أحياء يلدا وسيناب.

#### 27 تموز/ يوليو
قتل أكثر من 100 مدني، بينهم 30 في درعا.
أعلن السفير السوري في بيلاروسيا ودول البلطيق عن انشقاقه عن المعارضة.
اندلعت احتجاجات في جميع أنحاء سوريا حيث كان الجيش السوري مستعدا لدخول مدينة حلب في محاولة لمحاولة لاستعادة المدينة من الجيش السوري الحر.

#### 28 تموز/ يوليو
انشق مقدم تلفزيون سوري على التلفزيون الحكومي، مستشهدا بجرائم ضد المدنيين ارتكبتها الدولة.
قتل أكثر من 180 مدنيا بنهاية اليوم، وخاصة في حلب ودرعا وريف دمشق.
قصفت قوات الأسد المناطق التي يسيطر عليها الجيش السوري الحر في حلب، ثم أرسلت في الدبابات التي تدعمها طائرات الهليكوبتر الحربية. ومع ذلك، هاجم الجيش السوري الحر الدبابات الغازية بقنابل صاروخية، مما أدى إلى انسحاب الدبابات، لذلك عادت قوات الأسد إلى قصف الأحياء التي تسيطر عليها الجيش السوري الحر من بعيد.

#### 29 تموز/ يوليو
قتل 114 مدنيا بنهاية اليوم بينهم 41 في دمشق وضواحيها، قتل 36 منهم في مجزرة في المعضمية.
طلبت المعارضة السورية من حلفائها الدوليين تزويدها بالأسلحة الثقيلة لوقف الدبابات والطائرات.

#### 30 تموز/ يوليو
سيط المتمردون على حاجز استراتيجي بين حلب وتركيا بعد معركة استمرت 10 ساعات.
هرب نائب رئيس الشرطة في اللاذقية السورية إلى تركيا مع 11 ضابطا سوريا آخر.
قامت الحكومة السورية بغلق السفارة الأسترالية.
أبلغ القائم بالأعمال السوري خالد الأيوبي وزارة الخارجية البريطانية اليوم أنه ترك منصبه في السفارة السورية في لندن لأنه «لم يعد مستعدا لتمثيل نظام ارتكب مثل هذه الأعمال العنيفة والقمعية ضد شعبه».
قتل ما لا يقل عن 100 شخص بينهم 30 في ريف دمشق و 25 في حلب.

#### 31 تموز/ يوليو
قام المتمردون بمهاجمة مركزين للشرطة في مدينة حلب مما أسفر عن مقتل ما لا يقل عن 40 شرطيا من المدافعون عن مراكز الشرطة وهم من المخابرات والشبيحة، وكلاهما متهم بارتكاب انتهاكات، بما في ذلك التعذيب والاغتصاب، ويبدو أن القضاء الموجز قد استوفي في بعض الحالات. استمرار مقاومة المتمردين ضد المدرعات والمدفعية في منطقتي سلح الدين والحمدانية. قامت ميليشيات موالية للأسد بشن هجوم بالقرب من مطار المدينة مما جعل الطريق قابلا لحصار جنود النظام وإمداداته من دمشق.
سيطر المتمردون على قاعدة عسكرية في مدينة الباب بالقرب من حلب وسيطروا فعليا على المدينة بعد انسحاب القوات الحكومية.
قتل 97 مدنيا بينهم 22 في حلب و 15 في حمص. في حين انشق القنصل السوري في أرمينيا، محمد حسام حافظ وانضم إلى المعارضة.

### آب / أغسطس 2012

#### 1 آب / أغسطس
ظهر شريط فيديو على شبكة الإنترنت يظهر فيه المتمردون الذين يقودون أربعة من الموالين الأسد، بمن فيهم رئيس الميليشيات المحلية المزعومة، إلى ساحة مدرسية. وقد وضعوا مقابلين للحائط ثم أعدموا بإجراءات موجزة من قبل المتمردين. ووفقا لمنظمة هيومن رايتس ووتش، فإن هذا الفعل يشكل جريمة حرب من قبل المتمردين. في دمشق واجهت قوات الأسد ادعاءات بإعدام ما لا يقل عن 35 رجلا.
ذكرت رويترز أن معارك مكثفة لا تزال مستمرة في حى صلاح الدين. ووفقا لتقرير شبكة ان بى سى الاخبارية فان المتمردين حصلوا على ما يقرب من اثني عشر صاروخ ارض - جو تم تسليمهم لهم عبر تركيا المجاورة. ومع ذلك، نفى متحدث باسم الجيش الحر المتمردين التقرير. وذكرت شبكة سى ان ان الاخبارية ان المتمردين كانوا يستخدمون مدرسة كسجن، واعتقلت أسر الأعضاء في الميليشيات الموالية للحكومة. وشاهد مراقبو الأمم المتحدة في المنطقة طائرات تابعة للقوات الجوية السورية تقصف المتمردين في 1 آب / أغسطس.
مع انسحاب الحكومة من القوات السورية النظامية من المناطق المحاذية للهجوم العسكري على حلب، كان هناك دليل واضح على أن الآخرين ينتقلون بسهولة إلى الفراغ الذي خلفه. وفي بعض المناطق الكردية من شمال سوريا، استولت قوات المعارضة التابعة لحزب الاتحاد الديمقراطي وغيره من الفصائل الأصغر حجما. وتحدث زعيم حزب الاتحاد الديمقراطي، صالح مسلم، إلى هيئة الإذاعة البريطانية في الأيام الأخيرة عن إستراتيجية حركته وتطلعاته. وقال «اننا قادرون على حكم انفسنا - لدينا القدرة على ذلك». وكان السيد مسلم حريصا على الإصرار، في هذه المرحلة على الأقل، على أنه لا يدعو إلى كردستان مستقلة ولكن منطقة مستقلة داخل سوريا ديمقراطية جديدة. ويعتقد أن الميليشيات الكردية تسيطر الآن على أربع مدن ومدن رئيسية على الأقل في شمال سوريا. وتفيد التقارير أنها تشمل على الأقل أجزاء من قاميشلو وعفرين وأمودي وتيرباسبي وعين العرب. أكثر من رائع هو أنه على الرغم من وجود اشتباكات متقطعة وبعض الخسائر في الأرواح العديد منهم يبدو أنها قد تم تأمينها دون الكثير من القتال.
بحلول نهاية اليوم أبلغت لجان التنسيق المحلية عن مقتل أكثر من 170 مدنيا معظمهم في ضواحي دمشق، حيث وقعت مجازران ارتكبها الشبيحة والتقسيم الرابع في عرطوز ويالدا.
وأفاد المرصد السوري لحقوق الإنسان عن مقتل 115 مدنيا؛ 52 في ريف دمشق و 15 في إدلب. وشهد القتال في حلب مقتل 12 مدنيا. وقتل ثلاثة متمردين في حلب. بمن فيهم قائد كبير من المتمردين وقائد متمرد. قتل 18 متمردا آخرين في جميع أنحاء سوريا.
قتل 45 جنديا سوريا في جميع أنحاء سوريا.

#### 2 آب / أغسطس
قال كوفي عنان إنه أنهي مهمته كمبعوث خاص إلى سوريا.
حدثت اشتباكات مسلحة بين الجيشين الأردني والسوري صباح اليوم الباكر في محافظة درعا السورية بالقرب من مدينة الرمثا الأردنية.
أفاد المرصد السوري لحقوق الإنسان عن مقتل أكثر من 113 مدنيا. وبالإضافة إلى ذلك، قتل نحو 50 مدنيا في حي الأربعين في حماة؛ ولكن الصعوبات في الاتصال بالمنطقة أثبتت صعوبة بالغة في تسجيل سجل عدد الوفيات بالضبط. 29 قتيلا في دمشق و 12 آخرين قتلوا في ريف دمشق. قتل 21 مدنيا وجرح 65 آخرون في قصف مدفعي الهاون على مخيم اليرموك. وألقى السكان باللوم على الحكومة. وقال شهود في المخيم لرويترز عبر الهاتف إن قذائف الهاون أصابت شارع مزدحم حيث كان الناس يعدون وجبة رمضان لإنهاء صيامهم. 26 قتيلا في درعا؛ قتل 13 منهم في قصف منطقة بصرالحرير.
بحلول نهاية اليوم أبلغت لجان التنسيق المحلية عن مقتل أكثر من 130 مدنيا.
قتل 28 متمردا إضافة إلى بعض المتمردين الذين قتلوا في حي الأربعين في حماة. 8 قتلى في إدلب.
قتل 43 جنديا.

#### 3 آب / أغسطس
قصف مخيم اللاجئين السوريين يقتل 15 مدنيا.
وقعت مجزرة في حماة حيث قتل 62 شخصا. ويستمر القتال في حلب ودمشق. قوات الأسد تقتحم منطقة التضامن جنوب دمشق المدعومة بعشرات الدبابات والمدفعية وفقا لشاهد ونشطاء. تجتمع الجمعية العامة للأمم المتحدة للتصويت على قرار يندد الأسد باستخدام الدبابات والمدفعية والطائرات المروحية والطائرات الحربية على شعب حلب ودمشق ويطالب السلطات السورية بالوفاء فورا بالتزامها بوقف استخدام الأسلحة الثقيلة واستكمال انسحاب قواتهم وأسلحتهم الثقيلة إلى ثكناتهم. ويقول رئيس بعثة الأمم المتحدة لحفظ السلام هيرفيه لادسو إن مراقبي الأمم المتحدة في حلب يشهدون تراكما كبيرا للوسائل العسكرية.
انسحب العميد السوري أحمد طلاس، وهو رئيس قسم عقود الأسلحة في وزارة الداخلية، مع اللواء محمد الحاج، مدير كلية الدفاع في الأكاديمية العسكرية.
قتل 19 متمردا؛ 6 في إدلب. مقتل قائد نقيب خلال اشتباكات في حماة. كان القائد العسكري لكتيبة أبو عبد الله عثمان بن عفان في حماة.
قتل 19 جنديا.
بحلول المساء قتل 137 مدنيا، بينهم 73 في حماة، توفي معظمهم في مجزرة في حي الأربعين.

#### 4 آب / أغسطس
بحلول المساء، أفادت لجان التنسيق المحلية أن 145 مدنيا قتلوا، من بينهم 53 في ضواحي دمشق.

#### 5 آب / أغسطس
بحلول نهاية اليوم، أفادت لجان التنسيق المحلية أن 125 مدنيا قتلوا، من بينهم 59 في ضواحي دمشق. العقيد ياراب الشرع، رئيس قسم المعلومات في الأمن السياسي في دمشق، انشق وعبر الحدود إلى الأردن. أول سوري في الفضاء، الجنرال محمد فارس، انشق إلى المعارضة وتحدث إلى المتمردين في حلب قبل عبور الحدود إلى تركيا.

#### 6 آب / أغسطس
انشق رئيس الوزراء السوري رياض فريد حجاب إلى الأردن مع عائلته. واعلنت هيئة الإذاعة السعودية ان ثلاثة وزراء اخرين انشقوا أيضا عن رئيس الوزراء. كما ذكر التلفزيون السوري أن عمر إبراهيم غلاوانجي، الذي كان نائبا لرئيس الوزراء، تم تعيينه لقيادة حكومة مؤقتة مؤقتة. أما المنشقان الآخران في الوزارة فهما الأخوة الحجاب، اللذان كانا يعملان في قسم النفط والبيئة. ومن الواضح أن الانشقاقات كانت مخططة قبل تعيينه كوزير أول. واكد المتحدث باسم البيت الابيض انه آمن في الأردن وانشق. وقال حجاب «أعلن اليوم انشقاق عن نظام القتل والإرهاب، واعلن انني انضمت إلى صفوف الحرية والكرامة الثورة، واعلن اني من اليوم جنديا في هذه الثورة المباركة»، وحث المزيد من المسؤولين على عيب.
انشق العميد الحادي والثلاثون وهرب إلى تركيا.
قالت مصادر المعارضة إن 40 شخصا قتلوا في مجزرة في وسط سوريا.
بحلول نهاية اليوم قالت لجان التنسيق المحلية أن أكثر من 164 مدنيا قتلوا بقصف مدفعي من قبل الجيش السوري، من بينهم 54 في حلب، و 33 في ريف دمشق.

#### 7 آب / أغسطس
فر أكثر من 1300 سوري، من بينهم عميد و 11 ضابطا عسكريا، إلى تركيا بين عشية وضحاها.
سحبت الأمم المتحدة جميع المراقبين من حلب بسبب المخاوف الأمنية.
قال أحد الناجين من مقتل ميليشيات موالية للحكومة إن 10 سجناء أعدموا في حلب. وقد عثر على جرحى وأخذوا للعلاج في بلدة يسيطر عليها المتمردون.
قتل 170 مدنيا بنهاية اليوم، بينهم 35 في حمص و 33 في ريف دمشق. وكان إجمالي عدد القتلى في الحرب الأهلية خلال يوم الثلاثاء 257.
أفادت التقارير أن ثلاثة من أصل 48 رهينة إيرانيا، أفادت التقارير بأنهم من أفراد حرس الثورة الإيرانية، التي يحتجزها المتمردون السوريون، قتلوا بنيران مدفعية من الجيش السوري. وقالت إيران إنها ستحمل الولايات المتحدة مسؤولية مصير الرهائن الإيرانيين.

#### 8 آب / أغسطس
زعمت قوات المعرضة السورية أنها قتلت الجنرال الروسي فلاديمير بتروفيتش كوزيف مع مترجمه الخاص أحمد عيق الذي يعمل مستشارا لوزارة الدفاع السورية قرب دمشق. إلا أن فلاديمير بتروفيتش كوزيف نفسه نفى ذلك عندما ظهر خلال قناة إخبارية روسية، قائلا إنه جنرال متقاعد يعيش حاليا في موسكو وأن تقرير وفاته «مبالغ فيه».
متمردون سوريون يحاصرون جيب حلب بقنابل على جانب الطريق.
بحلول المساء، أبلغت لجان التنسيق المحلية عن مقتل 167 مدنيا، بينهم 30 في ريف دمشق و 30 في حلب و 22 في حماة.

#### 9 آب / أغسطس
أفادت لجان التنسيق المحلية أن 142 مدنيا قتلوا مساء، بينهم 40 في ريف دمشق و 33 في حلب. وفي حلب، بعد أن قصفت قوات النظام من الجو والأرض، وازداد عدد الضحايا المدنيين في الأيام القليلة الماضية، غادر مقاتلون متمردون صلاح الدين. لا يزال الأطباء والأطباء على الرغم من أنهم قد يواجهون إجراءات عقابية شديدة؛ "تم العثور على ثلاثة أطباء شابين تم القبض عليهم، وقتل آخر على يد قناص في ميدان صلاح الدين أمس على الرغم من ارتداء معطف أبيض.

#### 10 آب / أغسطس
وأفادت لجان التنسيق المحلية أن 180 مدنيا قتلوا بنهاية اليوم، منهم 75 مدنيا في مدينة حلب.
اندلعت احتجاجات الجمعة في جميع أنحاء سوريا، وخاصة في حلب ودمشق وضواحيها، وكذلك حمص وحماة وإدلب ومقاطعة درعا.

#### 11 آب / أغسطس
اشتبكت القوات السورية والأردنية في المنطقة الحدودية بعد أن أطلق الجنود السوريون النار على اللاجئين المغادرين للبلاد، على حد قول الأردن. وشاركت المدرعات في الاشتباك وأطلقت النار على موقعين على الحدود السورية، مع اشتباكات عنيفة لمدة ساعة. وقال مصدر أردني رسمي ان «الجانب السوري أطلق النار عبر الحدود واندلعت المعارك، وتشير التقارير الاولية إلى انه لم يقتل أحد من الجانب الأردني».
وحصل المتمردون على أول عداء مضاد للطائرات.
قتل صحفيان في دمشق يعملون في وكالة الأنباء السورية (سانا) وهم علي عباس في منزله في دمشق، وبراعة يوسف البوشي وهو أحد المنشقين السوريين والجيش، قتل في هجوم بالقنابل في دمشق.
بحلول نهاية اليوم، أبلغت لجان التنسيق المحلية عن مقتل 101 مدنيا، بينهم 29 مدنيا في ريف دمشق.

#### 12 آب / أغسطس
هرب نائب قائد الشرطة في وسط سوريا، العميد إبراهيم الجباوي عيوب إلى الأردن.
بحلول المساء قتل 110 مدنيين، بينهم 45 في ريف دمشق، و 26 في حمص. معظم هؤلاء «المدنيين» كانوا من المتمردين الذين قتلوا في كيسليه.

#### 13 آب / أغسطس
قال رئيس مراقبي الأمم المتحدة، الجنرال باباكار غاي إن العنف يتزايد في جميع أنحاء سوريا.
حدثت مجزرة جديدة تم الإبلاغ عنها في ضواحي دمشق، حيث أعدم الجيش السوري عشرات الأشخاص بإجراءات موجزة في عرطوز بدمشق.
أطلق سراح فيديو يظهر تحطم ما تم تحديده مبدئيا على أنه طائرة من طراز ميج 23 تحلق فوق موحسن على شبكة الإنترنت، حيث زعم المتمردون أنهم أطلقوا النار عليها.
زعم مسؤولو المعارضة السورية أن وكالة الاستخبارات المركزية تسيطر على تدفق الأسلحة إلى المتمردين السوريين.
بحلول المساء، قتل 111 مدنيا، بينهم 64 في ضواحي دمشق.

#### 14 آب / أغسطس
قال رئيس الوزراء السوري السابق رياض حجاب إن الأسد يسيطر على 30٪ فقط من سوريا.
وفقا لصحيفة الوطن السعودية، قال نائب وزير الخارجية الروسي ميخائيل بوغدانوف إن بشار الأسد مستعد للتخلي عن سلطاته. وسائل الإعلام في سوريا على العكس من ذلك. ونفت وزارة الخارجية الروسية بوجدانوف أيضا تقرير الصحيفة السعودية.
بحلول نهاية اليوم، قتل أكثر من 100 مدني، بينهم 23 في ضواحي دمشق و 20 في درعا.

#### 15 آب / أغسطس
للدفاع عن مصداقيتها، نشرت الوطن في وقت مبكر من يوم الأربعاء مقابلة مزعومة بوجدانوف في مقطع صوتى بصيغة موقع MP3 فورمات على موقعها على الإنترنت ولكن أف ذكرت أن الصوت لم يتطابق مع بوجدانوف.
وقع قصف جوي من قبل القوات الجوية السورية على مستشفى في حلب مما أدى إلى جرح شخص واحد. ووصفت هيومن رايتس ووتش ذلك بأنه هجوم ينتهك القانون الدولي.
قنبلة تنفجر خلف فندق دمشق الذي غادر مراقبو الأمم المتحدة 3 جرحى. وقال رئيس لواء الجيش السوري الحر الذي خطط لتفجيرات دمشق إنهم استهدفوا قيادة الأمن المركزي وليس الأمم المتحدة.
قررت الأمم المتحدة إلى أن المجزرة في الحولة كانت جريمة حرب أذن بها الرئيس الأسد. أسفرت الغارة الجوية التي شنتها قوات النظام عن مقتل 30 شخصا في بلدة عزاز الحدودية التي يسيطر عليها المتمردون.
أكد مسؤولون أمريكيون أن الإيرانيين المحتجزين في سوريا هم عسكريون نشطون. وقال البنتاغون على لسان وزير الدفاع الأمريكي ليون بانيتا إن إيران تقوم ببناء وتدريب الميليشيات في سوريا.
اختطفت عائلة لبنانية شيعية مجموعة من 20 شخصا، معظمهم من متمردين من الجيش السوري الحر، من بينهم سعودي وتركى، ردا على اختطاف أحد أفرادها من قبل الجيش السوري الحر. وهدد الفرع المسلح للعشيرة باتخاذ مزيد من الإجراءات إذا لم يتم الإفراج عن عضوهم.
بحلول نهاية اليوم، أبلغت لجان التنسيق المحلية عن مقتل 205 مدنيين، معظمهم في قصف الجيش السوري لأزاز، حيث قتل أكثر من 80 شخصا.

#### 16 آب / أغسطس
عين الرئيس السورى بشار الأسد ثلاثة وزراء جدد.
قتل على الأقل 60 شخصا في مجزرة في دمشق.
بحلول المساء أبلغت لجان التنسيق المحلية عن مقتل 179 مدنيا، حيث تم العثور على أكثر من 60 جثة أعدموا بإجراءات موجزة في بلدة قطنا بريف دمشق.
بحلول نهاية اليوم أبلغت لجان التنسيق المحلية عن مقتل 238 شخصا، بينهم 123 في ريف دمشق، من بينهم 60 جثة عثر عليها في قطنة.

#### 17 آب / أغسطس
استلم الاخضر الابراهيمي الدبلوماسي الجزائري المخضرم من كوفي عنان منصب المبعوث الدولي للامم المتحدة في سوريا وذلك في يوم الجمعة.
أطلق الجيش السوري سراح الصحفيين التلفزيونيين الرسميين الذين اختطفهم المتمردون في التل، بعد انسحاب المتمردين من القصف العسكري المكثف على بلدة الجبلية.
ظهرت احتجاجات كبيرة ضد الحكومة بعد الصلاة، تركزت في المقام الأول في محافظات حلب ودمشق وحماة وإدلب ودرعا وحمص.
ذكرت فرنسا أن العديد من الانشقاقات «المذهلة» كانت في طريقها إلى الظهور.
بحلول ظهر اليوم قتل 72 شخصا، وفقا لما ذكره المرصد السوري لحقوق الإنسان.
وفقا للجان التنسيق المحلية، وبحلول نهاية اليوم قتل 168 مدنيا.

#### 18 آب / أغسطس
أسفرت الغارات الجوية عن مقتل 8 أشخاص وجرح ما لا يقل عن 20 شخصا في بلدة سورية بالقرب من الحدود التركية.
أفادت لجان التنسيق المحلية أن 148 مدنيا قتلوا مساء. 57 قتيلا في ريف دمشق، بينهم أكثر من 40 جثة عثر عليها في التل.
أحبط المتمردون السوريون محاولة للجيش لنقل بوابة باب الهوى الحدودية المؤدية إلى تركيا.

#### 19 آب / أغسطس
وفقا للجان التنسيق المحلية بحلول نهاية اليوم قتل 170 مدنيا على يد الجيش السوري، بما في ذلك 51 في درعا.

#### 20 آب / أغسطس
انتهت بعثة مراقبي الأمم المتحدة في سوريا.
أفادت لجان التنسيق المحلية أن 150 مدنيا قتلوا مساء بينهم 54 في ضواحي دمشق. وقد قتلت الصحفية اليابانية الحرة ميكا ياماموتو جراء إطلاق النار أثناء تغطيتها للحرب الأهلية في حلب.

#### 21 آب / أغسطس
بحسب لجان التنسيق المحلية، قتل أكثر من 230 مدنيا بنهاية اليوم، بينهم 104 في ريف دمشق، في المقام الأول في مجزرة في المعضمية.

#### 22 آب / أغسطس
أفادت لجان التنسيق المحلية أن أكثر من 184 مدنيا قتلوا مساء، بما في ذلك أكثر من 100 في دمشق وضواحيها، في المقام الأول في عمليات الإعدام الميداني في كفر سوسة والقابون.

#### 23 آب / أغسطس
أبلغت لجان التنسيق المحلية عن مقتل أكثر من 200 مدني بنهاية اليوم، بينهم 96 مدنيا في دمشق وضواحيها.
أفاد عدد من السكان بأن الجيش السوري سيطر على الأحياء المسيحية في حلب. كما واجه الجيش مقاومة قليلة عندما تقدموا إلى داريا بريف دمشق حيث فر المتمردون. شن المتمردون معارك ضارية مع قوات النظام في بلدة أبو كمال على طول الحدود العراقية استولوا على سلسلة من المراكز الأمنية ومقر الشرطة المحلية على الرغم من الحكومة الثقيلة والقصف والغارات الجوية التي شنتها الطائرات الحربية. وأبلغ عن وقوع اشتباكات عنيفة.

#### 24 آب / أغسطس
أفادت لجان التنسيق المحلية أن 206 مدنيين قتلوا في نهاية اليوم، بينهم 55 في ريف دمشق و 45 في الميادين، دير الزور، عندما انهار مبنى من القصف المدفعي. كثافة هجوم النظام ترتفع. وفي أحد أحياء مدينة دمشق، قال أحد سكان القرية لصحيفة «الجارديان البريطانية»: «الجميع يلقى القبض عليهم أو يقتلون، وكان هناك وقت يميز فيه النظام بين السكان والمسلحين، والآن يعاملون الجميع كشيء واحد».

#### 25 آب / أغسطس
أفادت لجان التنسيق المحلية أن 440 مدنيا قتلوا بنهاية اليوم. قوات الأسد التي اقتحمت الطائفة السنية الفقيرة في داريا على أطراف جنوب غرب دمشق متهمون بقتل أكثر من 200 شخص. ولم يتسن التحقق بشكل مستقل من عدد القتلى.

#### 26 آب / أغسطس
وقعت مذبحة أخرى في ضاحية داريا. وتراوحت التقارير عن عدد القتلى من أكثر من 300 إلى 600 شخص. ودعا رئيس الامم المتحدة بان كي مون إلى إجراء تحقيق مستقل فورى.
وأبلغت لجان التنسيق المحلية عن مقتل 244 مدنيا مساء، بينهم 85 في ريف دمشق، و 76 قتيلا في مجزرة في بشرى الشام.
ادعى المتمردون أنهم أسقطوا طائرة هليكوبتر هجومية حكومية، نوع مجهول على الرغم من احتمال ميل -24.

#### 27 آب / أغسطس
قتل 231 مدنيا بنهاية اليوم، بينهم 148 في دمشق وضواحيها.

#### 28 آب / أغسطس
بحلول نهاية اليوم أبلغت لجان التنسيق المحلية عن مقتل 140 مدنيا، بينهم 54 في ضواحي دمشق.

#### 29 آب / أغسطس
زعم المتمردون انهم هاجموا «قاعدة جوية عسكرية في بلدة تفتناز الشمالية» مما اسفر عن اضرار عدة طائرات هليكوبتر حكومية. ولا يمكن التحقق من ادعاءاتهم بشكل مستقل.
ادعى المتمردون أيضا عن طريق شريط فيديو نشر على شبكة الإنترنت أنهم كشفوا عن مخبأ من أقنعة الغاز الجاهزة للاستخدام الفوري إذا استخدمت الحكومة الأسلحة الكيميائية.
أفادت لجان التنسيق المحلية أن 136 مدنيا قتلوا بنهاية اليوم منهم 66 مدنيا في ضواحي دمشق.

#### 30 آب / أغسطس
بحلول نهاية اليوم ذكرت لجان التنسيق المحلية أن 164 مدنيا قتلوا من بينهم 72 من إدلب.
زعم أن الغارات الجوية التي شنتها الحكومة في حلب قد أصابت ما لا يقل عن 10 مخابز بينما كان الناس يصطفون لشراء الخبز مما أسفر عن مقتل العشرات.

#### 31 آب / أغسطس
قال ناشطون ان وحدة متمردة من المنشقين عن الجيش شنت هجوما كبيرا على المنشآت الامنية في مدينة حلب كبرى المدن السورية، كما استهدفت القوات المناهضة للنظام قواعد جوية لمحاولة الحد من التهديد العسكري من السماء. وقالت لجان التنسيق المحلية إن المتمردين أسقطوا طائرة هليكوبتر في بلدة سارمين في محافظة إدلب الشمالية الشرقية. كما ذكر ناشط في المنطقة انه تم اسقاط طائرة هليكوبتر. واستمر القتال في أماكن أخرى من سوريا في ذلك اليوم، بما في ذلك دمشق، حيث كانت المعارك العنيفة مستمرة منذ أكثر من شهر. كما أبلغ المرصد ولجان التنسيق المحلية عن وقوع اشتباكات وقصف بين القوات والمتمردين في محافظة درعا الجنوبية والمنطقة الوسطى من حمص. وفي وقت متأخر من اليوم، قال المرصد إن ما يصل إلى 100 شخص قتلوا في جميع أنحاء سوريا. وحذر الجيش السوري الحر شركات الطيران من تعليق الخدمة إلى دمشق وحلب، قائلا إن قوات المتمردين يمكن أن تبدأ في مهاجمة المطارات في المدينتين في وقت مبكر من الأسبوع المقبل.
بحلول نهاية اليوم أبلغت لجان التنسيق المحلية عن مقتل 112 شخصا، بينهم 38 في ريف دمشق.